# Liste des monuments historiques protégés en 1978
Cet article recense les monuments historiques français classés ou inscrits en 1978.

## Protections
| Édifice | Commune                                       | Département             | Région                     | Protection | Base Mérimée | Coordonnées                         | Image |
| --- | --------------------------------------------- | ----------------------- | -------------------------- | ---------- | --- | ----------------------------------- | ----- |
| Château de la Serraz                                                                                           | Seillonnaz                                    | Ain                     | Auvergne-Rhône-Alpes       | inscrit    | « PA00116578 », notice no PA00116578 | 45° 48′ 05″ nord, 5° 29′ 24″ est    |       |
| Gisement préhistorique de Sermoyer                                                                             | Sermoyer                                      | Ain                     | Auvergne-Rhône-Alpes       | classé     | « PA00116579 », notice no PA00116579 | 46° 30′ 44″ nord, 4° 59′ 20″ est    |       |
| Manoir d'Aubenton                                                                                              | Aubenton                                      | Aisne                   | Hauts-de-France            | inscrit    | « PA00115510 », notice no PA00115510 | 49° 50′ 10″ nord, 4° 12′ 19″ est    |       |
| Château de Festieux                                                                                            | Festieux                                      | Aisne                   | Hauts-de-France            | inscrit    | « PA00115679 », notice no PA00115679 | 49° 31′ 09″ nord, 3° 45′ 12″ est    |       |
| Château de Montgobert                                                                                          | Montgobert                                    | Aisne                   | Hauts-de-France            | inscrit    | « PA00115825 », notice no PA00115825 | 49° 18′ 35″ nord, 3° 08′ 39″ est    |       |
| Château de Beaumont                                                                                            | Agonges                                       | Allier                  | Auvergne-Rhône-Alpes       | inscrit    | « PA00092967 », notice no PA00092967 | 46° 37′ 19″ nord, 3° 07′ 37″ est    |       |
| Église Saint-Martin                                                                                            | Bizeneuille                                   | Allier                  | Auvergne-Rhône-Alpes       | inscrit    | « PA00093008 », notice no PA00093008 | 46° 24′ 27″ nord, 2° 44′ 07″ est    |       |
| Château de Brugheas                                                                                            | Brugheas                                      | Allier                  | Auvergne-Rhône-Alpes       | inscrit    | « PA00093028 », notice no PA00093028 | 46° 04′ 38″ nord, 3° 21′ 58″ est    |       |
| Château d'Artangues                                                                                            | Chareil-Cintrat                               | Allier                  | Auvergne-Rhône-Alpes       | inscrit    | « PA00093042 », notice no PA00093042 | 46° 16′ 15″ nord, 3° 13′ 27″ est    |       |
| Pont de la vallée                                                                                              | Droiturier                                    | Allier                  | Auvergne-Rhône-Alpes       | inscrit    | « PA00093090 », notice no PA00093090 | 46° 14′ 08″ nord, 3° 41′ 48″ est    |       |
| Église Saint-Pierre                                                                                            | Montluçon                                     | Allier                  | Auvergne-Rhône-Alpes       | classé     | « PA00093171 », notice no PA00093171 | 46° 20′ 28″ nord, 2° 36′ 12″ est    |       |
| Maison, 16 rue du Pont-Ginguet                                                                                 | Moulins                                       | Allier                  | Auvergne-Rhône-Alpes       | inscrit    | « PA00093226 », notice no PA00093226 | 46° 33′ 50″ nord, 3° 19′ 32″ est    |       |
| Café américain                                                                                                 | Moulins                                       | Allier                  | Auvergne-Rhône-Alpes       | inscrit    | « PA00093187 », notice no PA00093187 | 46° 34′ 05″ nord, 3° 19′ 56″ est    |       |
| Grand café | Moulins                                       | Allier                  | Auvergne-Rhône-Alpes       | inscrit    | « PA00093197 », notice no PA00093197 | 46° 33′ 52″ nord, 3° 19′ 51″ est    |       |
| Ferme-château de Saint-Mœurs                                                                                   | Villefranche-d'Allier                         | Allier                  | Auvergne-Rhône-Alpes       | inscrit    | « PA00093371 », notice no PA00093371 | 46° 24′ 24″ nord, 2° 48′ 56″ est    |       |
| Prieuré Saint-Pierre-ès-Liens                                                                                  | Château-Arnoux-Saint-Auban                    | Alpes-de-Haute-Provence | Provence-Alpes-Côte d'Azur | inscrit    | « PA00080368 », notice no PA00080368 | 44° 05′ 24″ nord, 6° 00′ 44″ est    |       |
| Château de Clumanc                                                                                             | Clumanc                                       | Alpes-de-Haute-Provence | Provence-Alpes-Côte d'Azur | inscrit    | « PA00080369 », notice no PA00080369 | 44° 01′ 37″ nord, 6° 23′ 13″ est    |       |
| Commanderie | Lardiers                                      | Alpes-de-Haute-Provence | Provence-Alpes-Côte d'Azur | classé     | « PA00080408 », notice no PA00080408 | 44° 03′ 23″ nord, 5° 42′ 44″ est    |       |
| Ferme fortifiée des Ybourgues                                                                                  | Limans                                        | Alpes-de-Haute-Provence | Provence-Alpes-Côte d'Azur | inscrit    | « PA00080411 », notice no PA00080411 | 43° 57′ 52″ nord, 5° 43′ 54″ est    |       |
| Citadelle | Seyne                                         | Alpes-de-Haute-Provence | Provence-Alpes-Côte d'Azur | classé     | « PA00080484 », notice no PA00080484 | 44° 21′ 06″ nord, 6° 21′ 16″ est    |       |
| Hôtel Bristol                                                                                                  | Beaulieu-sur-Mer                              | Alpes-Maritimes         | Provence-Alpes-Côte d'Azur | inscrit    | « PA00080662 », notice no PA00080662 | 43° 42′ 18″ nord, 7° 19′ 58″ est    |       |
| Chapelle Notre-Dame-des-Monts                                                                                  | Breil-sur-Roya                                | Alpes-Maritimes         | Provence-Alpes-Côte d'Azur | classé     | « PA00080671 », notice no PA00080671 | 43° 56′ 25″ nord, 7° 30′ 17″ est    |       |
| Église Santa-Maria-in-Albis                                                                                    | Breil-sur-Roya                                | Alpes-Maritimes         | Provence-Alpes-Côte d'Azur | classé     | « PA00080676 », notice no PA00080676 | 43° 56′ 17″ nord, 7° 30′ 51″ est    |       |
| Chapelle Saint-Michel                                                                                          | Coursegoules                                  | Alpes-Maritimes         | Provence-Alpes-Côte d'Azur | inscrit    | « PA00080715 », notice no PA00080715 | 43° 48′ 04″ nord, 7° 01′ 54″ est    |       |
| Église Saint-Pierre-ès-Liens                                                                                   | L'Escarène                                    | Alpes-Maritimes         | Provence-Alpes-Côte d'Azur | classé     | « PA00080718 », notice no PA00080718 | 43° 50′ 04″ nord, 7° 21′ 18″ est    |       |
| Oppidum des Encourdoules                                                                                       | Vallauris                                     | Alpes-Maritimes         | Provence-Alpes-Côte d'Azur | inscrit    | « PA00080908 », notice no PA00080908 | 43° 35′ 15″ nord, 7° 03′ 41″ est    |       |
| Maison | Boulieu-lès-Annonay                           | Ardèche                 | Auvergne-Rhône-Alpes       | inscrit    | « PA00116652 », notice no PA00116652 | 45° 16′ 16″ nord, 4° 40′ 03″ est    |       |
| Église Saint-Théobald de Faugères                                                                              | Faugères                                      | Ardèche                 | Auvergne-Rhône-Alpes       | inscrit    | « PA00116706 », notice no PA00116706 | 44° 28′ 30″ nord, 4° 08′ 07″ est    |       |
| Château des Roure                                                                                              | Labastide-de-Virac                            | Ardèche                 | Auvergne-Rhône-Alpes       | classé     | « PA00116717 », notice no PA00116717 | 44° 21′ 03″ nord, 4° 24′ 08″ est    |       |
| Maison du Gros Chien                                                                                           | Sedan                                         | Ardennes                | Grand Est                  | classé     | « PA00078522 », notice no PA00078522 | 49° 42′ 00″ nord, 4° 57′ 06″ est    |       |
| Église Saint-Barthélemy de Caumont                                                                             | Caumont                                       | Ariège                  | Occitanie                  | inscrit    | « PA00093783 », notice no PA00093783 | 43° 01′ 49″ nord, 1° 05′ 06″ est    |       |
| Château d'Usson                                                                                                | Rouze                                         | Ariège                  | Occitanie                  | inscrit    | « PA00093902 », notice no PA00093902 | 42° 44′ 08″ nord, 2° 05′ 15″ est    |       |
| Monument funéraire gallo-romain                                                                                | Villelongue-d'Aude                            | Aude                    | Occitanie                  | inscrit    | « PA00102919 », notice no PA00102919 | 43° 03′ 01″ nord, 2° 06′ 40″ est    |       |
| Église Saint-Pierre                                                                                            | Aurelle-Verlac                                | Aveyron                 | Occitanie                  | inscrit    | « PA00093958 », notice no PA00093958 | 44° 31′ 17″ nord, 2° 59′ 19″ est    |       |
| Château de Réquista                                                                                            | La Bastide-l'Évêque                           | Aveyron                 | Occitanie                  | inscrit    | « PA00094038 », notice no PA00094038 | 44° 20′ 44″ nord, 2° 07′ 59″ est    |       |
| Église Saint-Védard                                                                                            | Coubisou                                      | Aveyron                 | Occitanie                  | inscrit    | « PA00094002 », notice no PA00094002 | 44° 33′ 11″ nord, 2° 43′ 54″ est    |       |
| Château de Pagax                                                                                               | Flagnac                                       | Aveyron                 | Occitanie                  | inscrit    | « PA00094026 », notice no PA00094026 | 44° 35′ 04″ nord, 2° 16′ 17″ est    |       |
| Grotte de Foissac                                                                                              | Foissac                                       | Aveyron                 | Occitanie                  | classé     | « PA00094028 », notice no PA00094028 | 44° 30′ 10″ nord, 2° 00′ 24″ est    |       |
| Monastère Notre-Dame d'Orient                                                                                  | Laval-Roquecezière                            | Aveyron                 | Occitanie                  | inscrit    | « PA00094047 », notice no PA00094047 | 43° 51′ 13″ nord, 2° 37′ 35″ est    |       |
| Dolmen du Devès n°2                                                                                            | Martiel                                       | Aveyron                 | Occitanie                  | classé     | « PA00094055 », notice no PA00094055 | 44° 25′ 02″ nord, 1° 54′ 44″ est    |       |
| Dolmen de Marie-Gaillard                                                                                       | Martiel                                       | Aveyron                 | Occitanie                  | classé     | « PA00094057 », notice no PA00094057 | 44° 24′ 36″ nord, 1° 52′ 39″ est    |       |
| Halle | Millau                                        | Aveyron                 | Occitanie                  | inscrit    | « PA00094061 », notice no PA00094061 | 44° 05′ 54″ nord, 3° 04′ 46″ est    |       |
| Hôtel de Galy                                                                                                  | Millau                                        | Aveyron                 | Occitanie                  | inscrit    | « PA00094062 », notice no PA00094062 | 44° 05′ 52″ nord, 3° 04′ 44″ est    |       |
| Château de Montjaux                                                                                            | Montjaux                                      | Aveyron                 | Occitanie                  | inscrit    | « PA00094067 », notice no PA00094067 | 44° 06′ 07″ nord, 2° 53′ 56″ est    |       |
| Château du Bousquet                                                                                            | Montpeyroux                                   | Aveyron                 | Occitanie                  | classé     | « PA00094071 », notice no PA00094071 | 44° 39′ 24″ nord, 2° 48′ 27″ est    |       |
| Porte des anglais                                                                                              | Naucelle                                      | Aveyron                 | Occitanie                  | inscrit    | « PA00094092 », notice no PA00094092 | 44° 11′ 53″ nord, 2° 20′ 26″ est    |       |
| Pont de Saint-Georges de Camboulas                                                                             | Pont-de-Salars                                | Aveyron                 | Occitanie                  | inscrit    | « PA00094103 », notice no PA00094103 | 44° 16′ 14″ nord, 2° 42′ 00″ est    |       |
| Château de Saint-Geniez de Bertrand                                                                            | Saint-Georges-de-Luzençon                     | Aveyron                 | Occitanie                  | inscrit    | « PA00094158 », notice no PA00094158 | 44° 02′ 33″ nord, 3° 01′ 20″ est    |       |
| Maison Yence                                                                                                   | Sainte-Radegonde                              | Aveyron                 | Occitanie                  | inscrit    | « PA00094163 », notice no PA00094163 | 44° 20′ 13″ nord, 2° 37′ 39″ est    |       |
| Château de Montalègre                                                                                          | Versols-et-Lapeyre                            | Aveyron                 | Occitanie                  | inscrit    | « PA00094194 », notice no PA00094194 | 43° 53′ 35″ nord, 2° 55′ 59″ est    |       |
| Église protestante de Kuhlendorf                                                                               | Betschdorf                                    | Bas-Rhin                | Grand Est                  | inscrit    | « PA00084616 », notice no PA00084616 | 48° 54′ 53″ nord, 7° 55′ 18″ est    |       |
| Maison | Strasbourg                                    | Bas-Rhin                | Grand Est                  | inscrit    | « PA00085070 », notice no PA00085070 | 48° 34′ 44″ nord, 7° 45′ 36″ est    |       |
| Immeuble | Strasbourg                                    | Bas-Rhin                | Grand Est                  | inscrit    | « PA00085139 », notice no PA00085139 | 48° 34′ 53″ nord, 7° 44′ 01″ est    |       |
| Immeuble | Strasbourg                                    | Bas-Rhin                | Grand Est                  | inscrit    | « PA00085083 », notice no PA00085083 | 48° 34′ 52″ nord, 7° 45′ 43″ est    |       |
| Maison | Strasbourg                                    | Bas-Rhin                | Grand Est                  | inscrit    | « PA00085151 », notice no PA00085151 | 48° 34′ 50″ nord, 7° 45′ 29″ est    |       |
| Château de Fontvieille                                                                                         | Allauch                                       | Bouches-du-Rhône        | Provence-Alpes-Côte d'Azur | inscrit    | « PA00081112 », notice no PA00081112 | 43° 19′ 45″ nord, 5° 29′ 18″ est    |       |
| Hôtel Pagy de Valbonne                                                                                         | Lambesc                                       | Bouches-du-Rhône        | Provence-Alpes-Côte d'Azur | inscrit    | « PA00081302 », notice no PA00081302 | 43° 39′ 14″ nord, 5° 15′ 42″ est    |       |
| Palais épiscopal                                                                                               | Marseille                                     | Bouches-du-Rhône        | Provence-Alpes-Côte d'Azur | inscrit    | « PA00081342 », notice no PA00081342 | 43° 17′ 57″ nord, 5° 21′ 56″ est    |       |
| Arsenal des galères                                                                                            | Marseille                                     | Bouches-du-Rhône        | Provence-Alpes-Côte d'Azur | inscrit    | « PA00081324 », notice no PA00081324 | 43° 17′ 33″ nord, 5° 22′ 24″ est    |       |
| Château de Mas Blanc                                                                                           | Mas-Blanc-des-Alpilles                        | Bouches-du-Rhône        | Provence-Alpes-Côte d'Azur | inscrit    | « PA00081381 », notice no PA00081381 | 43° 47′ 24″ nord, 4° 45′ 49″ est    |       |
| Château de Saint-Antonin                                                                                       | Saint-Antonin-sur-Bayon                       | Bouches-du-Rhône        | Provence-Alpes-Côte d'Azur | inscrit    | « PA00081424 », notice no PA00081424 | 43° 31′ 08″ nord, 5° 34′ 55″ est    |       |
| Prieuré de Sainte-Victoire                                                                                     | Vauvenargues                                  | Bouches-du-Rhône        | Provence-Alpes-Côte d'Azur | inscrit    | « PA00081490 », notice no PA00081490 | 43° 31′ 54″ nord, 5° 34′ 42″ est    |       |
| Église Notre-Dame                                                                                              | Auquainville                                  | Calvados                | Normandie                  | classé     | « PA00111020 », notice no PA00111020 | 49° 03′ 22″ nord, 0° 14′ 52″ est    |       |
| Redoute | Merville-Franceville-Plage                    | Calvados                | Normandie                  | inscrit    | « PA00111531 », notice no PA00111531 | 49° 16′ 57″ nord, 0° 13′ 08″ ouest  |       |
| Couvent des Augustines                                                                                         | Orbec                                         | Calvados                | Normandie                  | inscrit    | « PA00111579 », notice no PA00111579 | 49° 01′ 15″ nord, 0° 24′ 23″ est    |       |
| Abbaye de Saint-Pierre-sur-Dives                                                                               | Saint-Pierre-en-Auge (Saint-Pierre-sur-Dives) | Calvados                | Normandie                  | classé     | « PA00111713 », notice no PA00111713 | 49° 01′ 12″ nord, 0° 01′ 58″ ouest  |       |
| Menhirs des Longrais                                                                                           | Soumont-Saint-Quentin                         | Calvados                | Normandie                  | classé     | « PA00111737 », notice no PA00111737 | 48° 58′ 06″ nord, 0° 12′ 35″ ouest  |       |
| Château de Thaon                                                                                               | Thaon                                         | Calvados                | Normandie                  | inscrit    | « PA00111741 », notice no PA00111741 | 49° 15′ 42″ nord, 0° 26′ 52″ ouest  |       |
| Château de Vimont                                                                                              | Vimont                                        | Calvados                | Normandie                  | inscrit    | « PA00111810 », notice no PA00111810 | 49° 07′ 27″ nord, 0° 12′ 15″ ouest  |       |
| Immeuble de Surrel (ou hôtel de Lasmoles)                                                                      | Aurillac                                      | Cantal                  | Auvergne-Rhône-Alpes       | inscrit    | « PA00093456 », notice no PA00093456 | 44° 55′ 55″ nord, 2° 26′ 48″ est    |       |
| Château d'Escorailles                                                                                          | Escorailles                                   | Cantal                  | Auvergne-Rhône-Alpes       | classé     | « PA00093509 », notice no PA00093509 | 45° 10′ 29″ nord, 2° 19′ 46″ est    |       |
| Église Saint-Cyr                                                                                               | Saint-Cirgues-de-Malbert                      | Cantal                  | Auvergne-Rhône-Alpes       | inscrit    | « PA00093605 », notice no PA00093605 | 45° 04′ 27″ nord, 2° 22′ 13″ est    |       |
| Château de Clavières                                                                                           | Velzic                                        | Cantal                  | Auvergne-Rhône-Alpes       | inscrit    | « PA00093711 », notice no PA00093711 | 44° 59′ 07″ nord, 2° 32′ 22″ est    |       |
| Prieuré Saint-Sylvestre de Saint-Sauveur                                                                       | Marthon                                       | Charente                | Nouvelle-Aquitaine         | inscrit    | « PA00104415 », notice no PA00104415 | 45° 38′ 00″ nord, 0° 26′ 59″ est    |       |
| Château d'Ardenne                                                                                              | Moulidars                                     | Charente                | Nouvelle-Aquitaine         | inscrit    | « PA00104433 », notice no PA00104433 | 45° 39′ 46″ nord, 0° 02′ 17″ ouest  |       |
| Église Saint-Eulalie de Préguillac                                                                             | Préguillac                                    | Charente-Maritime       | Nouvelle-Aquitaine         | inscrit    | « PA00104854 », notice no PA00104854 | 45° 40′ 14″ nord, 0° 37′ 02″ ouest  |       |
| Porte de la Grosse Horloge                                                                                     | La Rochelle                                   | Charente-Maritime       | Nouvelle-Aquitaine         | classé     | « PA00105145 », notice no PA00105145 | 46° 09′ 30″ nord, 1° 09′ 13″ ouest  |       |
| Maison à pans de bois                                                                                          | Bourges                                       | Cher                    | Centre-Val de Loire        | inscrit    | « PA00096709 », notice no PA00096709 | 47° 05′ 21″ nord, 2° 24′ 01″ est    |       |
| Tribunal de la Châtellerie                                                                                     | Collonges-la-Rouge                            | Corrèze                 | Nouvelle-Aquitaine         | classé     | « PA00099743 », notice no PA00099743 | 45° 03′ 37″ nord, 1° 39′ 14″ est    |       |
| Presbytère de Saint-Merd-les-Oussines                                                                          | Saint-Merd-les-Oussines                       | Corrèze                 | Nouvelle-Aquitaine         | inscrit    | « PA00099870 », notice no PA00099870 | 45° 37′ 59″ nord, 2° 02′ 23″ est    |       |
| Château de Puyval                                                                                              | Segonzac                                      | Corrèze                 | Nouvelle-Aquitaine         | inscrit    | « PA00099888 », notice no PA00099888 | 45° 15′ 23″ nord, 1° 15′ 36″ est    |       |
| Grand hôtel Berbisey                                                                                           | Dijon                                         | Côte-d'Or               | Bourgogne-Franche-Comté    | inscrit    | « PA00112281 », notice no PA00112281 | 47° 19′ 07″ nord, 5° 02′ 13″ est    |       |
| Hôtel de Bretagne-Blancey                                                                                      | Dijon                                         | Côte-d'Or               | Bourgogne-Franche-Comté    | inscrit    | « PA00112284 », notice no PA00112284 | 47° 19′ 11″ nord, 5° 02′ 19″ est    |       |
| Hôtel | Dijon                                         | Côte-d'Or               | Bourgogne-Franche-Comté    | inscrit    | « PA00112336 », notice no PA00112336 | 47° 19′ 25″ nord, 5° 02′ 30″ est    |       |
| Château des Abbés de Citeaux                                                                                   | Gilly-lès-Cîteaux                             | Côte-d'Or               | Bourgogne-Franche-Comté    | inscrit    | « PA00112478 », notice no PA00112478 | 47° 10′ 18″ nord, 4° 58′ 53″ est    |       |
| Abbaye de Cîteaux                                                                                              | Saint-Nicolas-lès-Cîteaux                     | Côte-d'Or               | Bourgogne-Franche-Comté    | classé     | « PA00112634 », notice no PA00112634 | 47° 07′ 45″ nord, 5° 05′ 36″ est    |       |
| Château de Thoisy-la-Berchère                                                                                  | Thoisy-la-Berchère                            | Côte-d'Or               | Bourgogne-Franche-Comté    | inscrit    | « PA00112695 », notice no PA00112695 | 47° 15′ 40″ nord, 4° 20′ 42″ est    |       |
| Château de Kerduel                                                                                             | Pleumeur-Bodou                                | Côtes-d'Armor           | Bretagne                   | inscrit    | « PA00089438 », notice no PA00089438 | 48° 45′ 57″ nord, 3° 29′ 41″ ouest  |       |
| Château de Brousse                                                                                             | Brousse                                       | Creuse                  | Nouvelle-Aquitaine         | inscrit    | « PA00100022 », notice no PA00100022 | 45° 58′ 30″ nord, 2° 27′ 10″ est    |       |
| Château de Saint-Fiel                                                                                          | Saint-Fiel                                    | Creuse                  | Nouvelle-Aquitaine         | inscrit    | « PA00100158 », notice no PA00100158 | 46° 12′ 38″ nord, 1° 53′ 46″ est    |       |
| Église de Saint-Sauveur-de-Givre-en-Mai                                                                        | Bressuire                                     | Deux-Sèvres             | Nouvelle-Aquitaine         | classé     | « PA00101202 », notice no PA00101202 | 46° 49′ 10″ nord, 0° 31′ 48″ ouest  |       |
| Dolmen du Pin                                                                                                  | Le Pin                                        | Deux-Sèvres             | Nouvelle-Aquitaine         | classé     | « PA00101322 », notice no PA00101322 | 46° 52′ 01″ nord, 0° 39′ 46″ ouest  |       |
| Château de Saint-Gelais                                                                                        | Saint-Gelais                                  | Deux-Sèvres             | Nouvelle-Aquitaine         | classé     | « PA00101332 », notice no PA00101332 | 46° 23′ 04″ nord, 0° 23′ 28″ ouest  |       |
| Grotte préhistorique dite grotte de la Martine                                                                 | Domme                                         | Dordogne                | Nouvelle-Aquitaine         | classé     | « PA00082515 », notice no PA00082515 | 44° 48′ 11″ nord, 1° 12′ 57″ est    |       |
| Manoir de la Beauzeille                                                                                        | Saint-Georges-de-Montclard                    | Dordogne                | Nouvelle-Aquitaine         | inscrit    | « PA00082840 », notice no PA00082840 | 44° 55′ 03″ nord, 0° 37′ 09″ est    |       |
| Église Saint-Cybard                                                                                            | Tamniès                                       | Dordogne                | Nouvelle-Aquitaine         | inscrit    | « PA00083009 », notice no PA00083009 | 44° 57′ 54″ nord, 1° 08′ 54″ est    |       |
| Ancien prieuré de Tamniès                                                                                      | Tamniès                                       | Dordogne                | Nouvelle-Aquitaine         | inscrit    | « PA00083010 », notice no PA00083010 | 44° 57′ 55″ nord, 1° 08′ 56″ est    |       |
| Fort de Tursac et village troglodytique de la Madeleine                                                        | Tursac                                        | Dordogne                | Nouvelle-Aquitaine         | inscrit    | « PA00083033 », notice no PA00083033 | 44° 58′ 06″ nord, 1° 01′ 51″ est    |       |
| Église Saint-Antoine de Lizine                                                                                 | Lizine                                        | Doubs                   | Bourgogne-Franche-Comté    | inscrit    | « PA00101661 », notice no PA00101661 | 47° 03′ 22″ nord, 5° 59′ 35″ est    |       |
| Hôtel de ville de Morteau                                                                                      | Morteau                                       | Doubs                   | Bourgogne-Franche-Comté    | inscrit    | « PA00101692 », notice no PA00101692 | 47° 03′ 25″ nord, 6° 36′ 15″ est    |       |
| Église de Gigors-et-Lozeron                                                                                    | Gigors-et-Lozeron                             | Drôme                   | Auvergne-Rhône-Alpes       | inscrit    | « PA00116953 », notice no PA00116953 | 44° 47′ 27″ nord, 5° 06′ 21″ est    |       |
| Halles du Grand-Serre                                                                                          | Le Grand-Serre                                | Drôme                   | Auvergne-Rhône-Alpes       | inscrit    | « PA00116956 », notice no PA00116956 | 45° 16′ 12″ nord, 5° 06′ 16″ est    |       |
| Église Saint-Martin                                                                                            | Hostun                                        | Drôme                   | Auvergne-Rhône-Alpes       | inscrit    | « PA00116968 », notice no PA00116968 | 45° 02′ 19″ nord, 5° 12′ 00″ est    |       |
| Château du Double                                                                                              | Lens-Lestang                                  | Drôme                   | Auvergne-Rhône-Alpes       | classé     | « PA00116971 », notice no PA00116971 | 45° 17′ 21″ nord, 5° 01′ 26″ est    |       |
| Fontaine | Mirabel-aux-Baronnies                         | Drôme                   | Auvergne-Rhône-Alpes       | inscrit    | « PA00116977 », notice no PA00116977 | 44° 18′ 39″ nord, 5° 05′ 51″ est    |       |
| Chapelle Notre-Dame-du-Pont                                                                                    | Mollans-sur-Ouvèze                            | Drôme                   | Auvergne-Rhône-Alpes       | inscrit    | « PA00116980 », notice no PA00116980 | 44° 14′ 10″ nord, 5° 11′ 27″ est    |       |
| Église paroissiale                                                                                             | Mollans-sur-Ouvèze                            | Drôme                   | Auvergne-Rhône-Alpes       | inscrit    | « PA00116981 », notice no PA00116981 | 44° 14′ 14″ nord, 5° 11′ 30″ est    |       |
| Église de Montségur-sur-Lauzon                                                                                 | Montségur-sur-Lauzon                          | Drôme                   | Auvergne-Rhône-Alpes       | inscrit    | « PA00116998 », notice no PA00116998 | 44° 21′ 29″ nord, 4° 51′ 36″ est    |       |
| Église | Mours-Saint-Eusèbe                            | Drôme                   | Auvergne-Rhône-Alpes       | inscrit    | « PA00117002 », notice no PA00117002 | 45° 04′ 14″ nord, 5° 03′ 05″ est    |       |
| Remparts de La Roche-de-Glun                                                                                   | La Roche-de-Glun                              | Drôme                   | Auvergne-Rhône-Alpes       | inscrit    | « PA00117020 », notice no PA00117020 | 45° 00′ 18″ nord, 4° 50′ 28″ est    |       |
| Couvent de la Visitation de Romans-sur-Isère                                                                   | Romans-sur-Isère                              | Drôme                   | Auvergne-Rhône-Alpes       | inscrit    | « PA00117028 », notice no PA00117028 | 45° 02′ 41″ nord, 5° 03′ 14″ est    |       |
| Église Saint-Jean-Baptiste                                                                                     | Valence                                       | Drôme                   | Auvergne-Rhône-Alpes       | inscrit    | « PA00117087 », notice no PA00117087 | 44° 56′ 03″ nord, 4° 53′ 30″ est    |       |
| Pierre Beaumirault                                                                                             | Bruyères-le-Châtel                            | Essonne                 | Île-de-France              | inscrit    | « PA00087843 », notice no PA00087843 | 48° 34′ 51″ nord, 2° 11′ 54″ est    |       |
| Château de Méréville                                                                                           | Méréville                                     | Essonne                 | Île-de-France              | classé     | « PA00087953 », notice no PA00087953 | 48° 19′ 10″ nord, 2° 05′ 27″ est    |       |
| Manoir de Becdal                                                                                               | Acquigny                                      | Eure                    | Normandie                  | inscrit    | « PA00099293 », notice no PA00099293 | 49° 11′ 00″ nord, 1° 10′ 08″ est    |       |
| Église Saint-Pierre de Beaumontel                                                                              | Beaumontel                                    | Eure                    | Normandie                  | inscrit    | « PA00099326 », notice no PA00099326 | 49° 05′ 19″ nord, 0° 45′ 59″ est    |       |
| Château de Brumare                                                                                             | Brestot                                       | Eure                    | Normandie                  | inscrit    | « PA00099358 », notice no PA00099358 | 49° 20′ 27″ nord, 0° 40′ 32″ est    |       |
| Château de Bonneville                                                                                          | Chamblac                                      | Eure                    | Normandie                  | inscrit    | « PA00099370 », notice no PA00099370 | 48° 59′ 14″ nord, 0° 32′ 59″ est    |       |
| Ferme de la Haute-Crémonville                                                                                  | Val-de-Reuil                                  | Eure                    | Normandie                  | inscrit    | « PA00099549 », notice no PA00099549 | 49° 14′ 27″ nord, 1° 11′ 58″ est    |       |
| Moulin à vent de L'Hermitage                                                                                   | Tosny                                         | Eure                    | Normandie                  | inscrit    | « PA00099589 », notice no PA00099589 | 49° 12′ 38″ nord, 1° 21′ 18″ est    |       |
| Château du Grand Fresnay                                                                                       | Les Étilleux                                  | Eure-et-Loir            | Centre-Val de Loire        | inscrit    | « PA00097104 », notice no PA00097104 | 48° 15′ 27″ nord, 0° 48′ 40″ est    |       |
| Église Saint-Pierre de Réveillon                                                                               | La Ferté-Vidame                               | Eure-et-Loir            | Centre-Val de Loire        | classé     | « PA00097108 », notice no PA00097108 | 48° 37′ 14″ nord, 0° 50′ 24″ est    |       |
| Église Saint-Pierre de Miermaigne                                                                              | Miermaigne                                    | Eure-et-Loir            | Centre-Val de Loire        | inscrit    | « PA00097154 », notice no PA00097154 | 48° 14′ 48″ nord, 0° 59′ 28″ est    |       |
| Château de Champ-Romain                                                                                        | Thiville                                      | Eure-et-Loir            | Centre-Val de Loire        | inscrit    | « PA00097224 », notice no PA00097224 | 48° 00′ 30″ nord, 1° 22′ 01″ est    |       |
| Dolmen à couloir et cairn de l'île Brunec                                                                      | Fouesnant                                     | Finistère               | Bretagne                   | classé     | « PA00089963 », notice no PA00089963 | 47° 43′ 46″ nord, 3° 59′ 59″ ouest  |       |
| Motte féodale et camp de Lesquellen                                                                            | Plabennec                                     | Finistère               | Bretagne                   | classé     | « PA00090164 », notice no PA00090164 | 48° 29′ 03″ nord, 4° 23′ 15″ ouest  |       |
| Menhirs de Tingoff                                                                                             | Plomelin                                      | Finistère               | Bretagne                   | classé     | « PA00090185 », notice no PA00090185 | 47° 56′ 19″ nord, 4° 09′ 03″ ouest  |       |
| Dolmen de Stang Youen                                                                                          | Quimper                                       | Finistère               | Bretagne                   | classé     | « PA00090322 », notice no PA00090322 | 47° 58′ 45″ nord, 4° 03′ 19″ ouest  |       |
| Stèles funéraires antiques                                                                                     | Aimargues                                     | Gard                    | Occitanie                  | classé     | « PA00102947 », notice no PA00102947 | 43° 41′ 12″ nord, 4° 12′ 54″ est    |       |
| Tour de l'Horloge                                                                                              | Anduze                                        | Gard                    | Occitanie                  | inscrit    | « PA00102955 », notice no PA00102955 | 44° 03′ 15″ nord, 3° 59′ 14″ est    |       |
| Château, église Saint-Nazaire et presbytère de Navacelles                                                      | Navacelles                                    | Gard                    | Occitanie                  | inscrit    | « PA00103090 », notice no PA00103090 | 44° 09′ 46″ nord, 4° 14′ 27″ est    |       |
| Oppidum de Mauressip                                                                                           | Saint-Côme-et-Maruéjols                       | Gard                    | Occitanie                  | classé     | « PA00103202 », notice no PA00103202 | 43° 49′ 53″ nord, 4° 11′ 23″ est    |       |
| Fort de Peccais                                                                                                | Saint-Laurent-d'Aigouze                       | Gard                    | Occitanie                  | inscrit    | « PA00103222 », notice no PA00103222 | 43° 30′ 30″ nord, 4° 15′ 32″ est    |       |
| Église Saint-Pierre de La Castagnère                                                                           | Barran                                        | Gers                    | Occitanie                  | inscrit    | « PA00094725 », notice no PA00094725 | 43° 36′ 34″ nord, 0° 29′ 22″ est    |       |
| Église de Ramensan                                                                                             | Biran                                         | Gers                    | Occitanie                  | inscrit    | « PA00094745 », notice no PA00094745 | 43° 42′ 48″ nord, 0° 23′ 15″ est    |       |
| Église Saint-Orens de Laas                                                                                     | Caillavet                                     | Gers                    | Occitanie                  | inscrit    | « PA00094753 », notice no PA00094753 | 43° 42′ 04″ nord, 0° 19′ 38″ est    |       |
| Halle de Gimont                                                                                                | Gimont                                        | Gers                    | Occitanie                  | inscrit    | « PA00094805 », notice no PA00094805 | 43° 37′ 37″ nord, 0° 52′ 30″ est    |       |
| Église Saint-Blaise de Lamazère                                                                                | Lamazère                                      | Gers                    | Occitanie                  | inscrit    | « PA00094822 », notice no PA00094822 | 43° 33′ 28″ nord, 0° 27′ 06″ est    |       |
| Motte féodale de Lamazère                                                                                      | Lamazère                                      | Gers                    | Occitanie                  | inscrit    | « PA00094823 », notice no PA00094823 | 43° 33′ 27″ nord, 0° 27′ 05″ est    |       |
| Chapelle Saint-Roch de Vidaillan                                                                               | Loubersan                                     | Gers                    | Occitanie                  | inscrit    | « PA00094846 », notice no PA00094846 | 43° 30′ 57″ nord, 0° 31′ 32″ est    |       |
| Église Saint-Orens-et-Saint-Louis de Miradoux                                                                  | Miradoux                                      | Gers                    | Occitanie                  | classé     | « PA00094862 », notice no PA00094862 | 43° 59′ 54″ nord, 0° 45′ 21″ est    |       |
| Porte de Mont-d'Astarac                                                                                        | Mont-d'Astarac                                | Gers                    | Occitanie                  | inscrit    | « PA00094871 », notice no PA00094871 | 43° 19′ 41″ nord, 0° 34′ 04″ est    |       |
| Villa gallo-romaine de Séviac                                                                                  | Montréal                                      | Gers                    | Occitanie                  | classé     | « PA00094879 », notice no PA00094879 | 43° 56′ 39″ nord, 0° 10′ 55″ est    |       |
| Château de Pujos                                                                                               | Roquebrune                                    | Gers                    | Occitanie                  | inscrit    | « PA00094902 », notice no PA00094902 | 43° 42′ 46″ nord, 0° 18′ 14″ est    |       |
| Château du Garrané                                                                                             | Seissan                                       | Gers                    | Occitanie                  | classé     | « PA00094930 », notice no PA00094930 | 43° 30′ 48″ nord, 0° 32′ 51″ est    |       |
| Église Saint-Valentin de Simorre                                                                               | Simorre                                       | Gers                    | Occitanie                  | inscrit    | « PA00094933 », notice no PA00094933 | 43° 28′ 46″ nord, 0° 43′ 36″ est    |       |
| Chapelle Saint-Joseph                                                                                          | Bordeaux                                      | Gironde                 | Nouvelle-Aquitaine         | classé     | « PA00083161 », notice no PA00083161 | 44° 50′ 00″ nord, 0° 34′ 34″ ouest  |       |
| Château de Génissac                                                                                            | Génissac                                      | Gironde                 | Nouvelle-Aquitaine         | inscrit    | « PA00083559 », notice no PA00083559 | 44° 50′ 46″ nord, 0° 14′ 48″ ouest  |       |
| Château de Malengin                                                                                            | Montagne                                      | Gironde                 | Nouvelle-Aquitaine         | inscrit    | « PA00083638 », notice no PA00083638 | 44° 54′ 26″ nord, 0° 04′ 48″ ouest  |       |
| Château Le Grand Verdus                                                                                        | Sadirac                                       | Gironde                 | Nouvelle-Aquitaine         | inscrit    | « PA00083705 », notice no PA00083705 | 44° 47′ 40″ nord, 0° 23′ 45″ ouest  |       |
| Château des Jaubertes                                                                                          | Saint-Pardon-de-Conques                       | Gironde                 | Nouvelle-Aquitaine         | inscrit    | « PA00083794 », notice no PA00083794 | 44° 33′ 38″ nord, 0° 11′ 39″ ouest  |       |
| Pigeonnier du Salin                                                                                            | Saint-Pardon-de-Conques                       | Gironde                 | Nouvelle-Aquitaine         | inscrit    | « PA00083795 », notice no PA00083795 | 44° 33′ 42″ nord, 0° 12′ 05″ ouest  |       |
| Église Saint-Jean-Baptiste                                                                                     | Le Moule                                      | Guadeloupe              | Guadeloupe                 | inscrit    | « PA00105861 », notice no PA00105861 | 16° 19′ 52″ nord, 61° 20′ 40″ ouest |       |
| Église Saint-Pierre-et-Saint-Paul                                                                              | Pointe-à-Pitre                                | Guadeloupe              | Guadeloupe                 | classé     | « PA00105864 », notice no PA00105864 | 16° 14′ 20″ nord, 61° 32′ 04″ ouest |       |
| Église Saint-Albert                                                                                            | Vieux-Fort                                    | Guadeloupe              | Guadeloupe                 | inscrit    | « PA00105876 », notice no PA00105876 | 15° 56′ 56″ nord, 61° 41′ 53″ ouest |       |
| Hôtel de préfecture de la Guyane                                                                               | Cayenne                                       | Guyane                  | Guyane                     | inscrit    | « PA00105894 », notice no PA00105894 | 4° 56′ 15″ nord, 52° 19′ 56″ ouest  |       |
| Église Saint-Joseph d'Iracoubo                                                                                 | Iracoubo                                      | Guyane                  | Guyane                     | classé     | « PA00105896 », notice no PA00105896 | 5° 28′ 46″ nord, 53° 12′ 24″ ouest  |       |
| Couvent de Tuani                                                                                               | Costa                                         | Haute-Corse             | Corse                      | inscrit    | « PA00099196 », notice no PA00099196 | 42° 34′ 18″ nord, 8° 59′ 46″ est    |       |
| Église Saint-Pierre de Bazus                                                                                   | Bazus                                         | Haute-Garonne           | Occitanie                  | inscrit    | « PA00094286 », notice no PA00094286 | 43° 44′ 08″ nord, 1° 31′ 00″ est    |       |
| Chapelle Notre-Dame-du-Bout-du-Pont de Lherm                                                                   | Lherm                                         | Haute-Garonne           | Occitanie                  | inscrit    | « PA00094371 », notice no PA00094371 | 43° 25′ 46″ nord, 1° 13′ 26″ est    |       |
| Maison Les Tourettes                                                                                           | Quint-Fonsegrives                             | Haute-Garonne           | Occitanie                  | inscrit    | « PA00094433 », notice no PA00094433 | 43° 34′ 34″ nord, 1° 33′ 48″ est    |       |
| Immeuble | Toulouse                                      | Haute-Garonne           | Occitanie                  | inscrit    | « PA00094576 », notice no PA00094576 | 43° 36′ 12″ nord, 1° 26′ 31″ est    |       |
| Hôtel de la Fage                                                                                               | Toulouse                                      | Haute-Garonne           | Occitanie                  | inscrit    | « PA00094547 », notice no PA00094547 | 43° 36′ 07″ nord, 1° 26′ 53″ est    |       |
| Hospice de la Grave                                                                                            | Toulouse                                      | Haute-Garonne           | Occitanie                  | classé     | « PA00094529 », notice no PA00094529 | 43° 36′ 03″ nord, 1° 25′ 59″ est    |       |
| Église Saint-Jean du Monastier-sur-Gazeille                                                                    | Le Monastier-sur-Gazeille                     | Haute-Loire             | Auvergne-Rhône-Alpes       | classé     | « PA00092712 », notice no PA00092712 | 44° 56′ 08″ nord, 3° 59′ 46″ est    |       |
| Immeuble | Le Puy-en-Velay                               | Haute-Loire             | Auvergne-Rhône-Alpes       | inscrit    | « PA00092785 », notice no PA00092785 | 45° 02′ 43″ nord, 3° 53′ 01″ est    |       |
| Immeuble | Le Puy-en-Velay                               | Haute-Loire             | Auvergne-Rhône-Alpes       | inscrit    | « PA00092786 », notice no PA00092786 | 45° 02′ 43″ nord, 3° 53′ 01″ est    |       |
| Commanderie Saint-Jean                                                                                         | Le Puy-en-Velay                               | Haute-Loire             | Auvergne-Rhône-Alpes       | inscrit    | « PA00092746 », notice no PA00092746 | 45° 02′ 47″ nord, 3° 53′ 29″ est    |       |
| Église Saint-Étienne de Fougerolles                                                                            | Fougerolles                                   | Haute-Saône             | Bourgogne-Franche-Comté    | inscrit    | « PA00102167 », notice no PA00102167 | 47° 53′ 09″ nord, 6° 24′ 15″ est    |       |
| Pont sur le Salon                                                                                              | Montot                                        | Haute-Saône             | Bourgogne-Franche-Comté    | inscrit    | « PA00102234 », notice no PA00102234 | 47° 33′ 59″ nord, 5° 37′ 26″ est    |       |
| Vestiges gallo-romains de Blond                                                                                | Blond                                         | Haute-Vienne            | Nouvelle-Aquitaine         | classé     | « PA00100254 », notice no PA00100254 | 46° 03′ 30″ nord, 1° 01′ 10″ est    |       |
| Église de la Décollation-de-Saint-Jean-Baptiste de Breuilaufa                                                  | Breuilaufa                                    | Haute-Vienne            | Nouvelle-Aquitaine         | inscrit    | « PA00100257 », notice no PA00100257 | 46° 02′ 36″ nord, 1° 06′ 15″ est    |       |
| Église Saint-Saturnin de Coussac-Bonneval                                                                      | Coussac-Bonneval                              | Haute-Vienne            | Nouvelle-Aquitaine         | inscrit    | « PA00100290 », notice no PA00100290 | 45° 30′ 40″ nord, 1° 19′ 25″ est    |       |
| Dolmen du Pouyol                                                                                               | Eybouleuf                                     | Haute-Vienne            | Nouvelle-Aquitaine         | classé     | « PA00100301 », notice no PA00100301 | 45° 48′ 10″ nord, 1° 29′ 25″ est    |       |
| Église Saint-Julien de Montrol-Senard                                                                          | Montrol-Sénard                                | Haute-Vienne            | Nouvelle-Aquitaine         | inscrit    | « PA00100394 », notice no PA00100394 | 46° 01′ 52″ nord, 0° 57′ 33″ est    |       |
| Couvent des Récollets de Briançon                                                                              | Briançon                                      | Hautes-Alpes            | Provence-Alpes-Côte d'Azur | inscrit    | « PA00080526 », notice no PA00080526 | 44° 53′ 57″ nord, 6° 38′ 38″ est    |       |
| Église Saint-Laurent de Crots                                                                                  | Crots                                         | Hautes-Alpes            | Provence-Alpes-Côte d'Azur | inscrit    | « PA00080554 », notice no PA00080554 | 44° 32′ 01″ nord, 6° 28′ 11″ est    |       |
| Hôtel des Gouverneurs d'Embrun                                                                                 | Embrun                                        | Hautes-Alpes            | Provence-Alpes-Côte d'Azur | classé     | « PA00080561 », notice no PA00080561 | 44° 33′ 49″ nord, 6° 29′ 42″ est    |       |
| Château de Lesdiguières                                                                                        | Le Glaizil                                    | Hautes-Alpes            | Provence-Alpes-Côte d'Azur | inscrit    | « PA00080571 », notice no PA00080571 | 44° 46′ 01″ nord, 5° 58′ 34″ est    |       |
| Tour d'Eygliers                                                                                                | Guillestre                                    | Hautes-Alpes            | Provence-Alpes-Côte d'Azur | inscrit    | « PA00080577 », notice no PA00080577 | 44° 39′ 38″ nord, 6° 38′ 57″ est    |       |
| Maison | Ancizan                                       | Hautes-Pyrénées         | Occitanie                  | inscrit    | « PA00095310 », notice no PA00095310 | 42° 52′ 24″ nord, 0° 20′ 16″ est    |       |
| Immeuble | Boulogne-Billancourt                          | Hauts-de-Seine          | Île-de-France              | inscrit    | « PA00088076 », notice no PA00088076 | 48° 50′ 48″ nord, 2° 14′ 15″ est    |       |
| Vallée-aux-Loups                                                                                               | Châtenay-Malabry                              | Hauts-de-Seine          | Île-de-France              | classé     | « PA00088087 », notice no PA00088087 | 48° 46′ 22″ nord, 2° 15′ 52″ est    |       |
| Hospice Brézin                                                                                                 | Garches                                       | Hauts-de-Seine          | Île-de-France              | inscrit    | « PA00088109 », notice no PA00088109 | 48° 50′ 20″ nord, 2° 10′ 08″ est    |       |
| Chapelle du Roc de Pampelune                                                                                   | Argelliers                                    | Hérault                 | Occitanie                  | classé     | « PA00103357 », notice no PA00103357 | 43° 41′ 50″ nord, 3° 43′ 15″ est    |       |
| Église Saint-Pierre de Mérifons                                                                                | Mérifons                                      | Hérault                 | Occitanie                  | inscrit    | « PA00103506 », notice no PA00103506 | 43° 38′ 01″ nord, 3° 17′ 06″ est    |       |
| Bureau d'octroi du pont Juvénal                                                                                | Montpellier                                   | Hérault                 | Occitanie                  | inscrit    | « PA00103521 », notice no PA00103521 | 43° 36′ 21″ nord, 3° 53′ 56″ est    |       |
| Château de Londres                                                                                             | Notre-Dame-de-Londres                         | Hérault                 | Occitanie                  | inscrit    | « PA00103619 », notice no PA00103619 | 43° 49′ 32″ nord, 3° 46′ 38″ est    |       |
| Oppidum d'Olonzac                                                                                              | Olonzac                                       | Hérault                 | Occitanie                  | inscrit    | « PA00103628 », notice no PA00103628 | 43° 15′ 27″ nord, 2° 45′ 20″ est    |       |
| Maison des Consuls                                                                                             | Saint-Pons-de-Mauchiens                       | Hérault                 | Occitanie                  | classé     | « PA00103705 », notice no PA00103705 | 43° 30′ 49″ nord, 3° 30′ 49″ est    |       |
| Église de l'Exaltation-de-la-Sainte-Croix de Sainte-Croix-de-Quintillargues                                    | Sainte-Croix-de-Quintillargues                | Hérault                 | Occitanie                  | inscrit    | « PA00103688 », notice no PA00103688 | 43° 46′ 24″ nord, 3° 54′ 31″ est    |       |
| Temple romano-celtique heptagonal                                                                              | Comblessac                                    | Ille-et-Vilaine         | Bretagne                   | classé     | « PA00090535 », notice no PA00090535 | 47° 50′ 42″ nord, 2° 05′ 52″ ouest  |       |
| Église Saint-Étienne                                                                                           | Rennes                                        | Ille-et-Vilaine         | Bretagne                   | inscrit    | « PA00090681 », notice no PA00090681 | 48° 06′ 45″ nord, 1° 41′ 09″ ouest  |       |
| Menhirs des Pierres Chevêches                                                                                  | Saint-Just                                    | Ille-et-Vilaine         | Bretagne                   | inscrit    | « PA00090790 », notice no PA00090790 | 47° 46′ 41″ nord, 1° 57′ 55″ ouest  |       |
| Alignements mégalithiques de Cojoux                                                                            | Saint-Just                                    | Ille-et-Vilaine         | Bretagne                   | classé     | « PA00090788 », notice no PA00090788 | 47° 45′ 53″ nord, 1° 58′ 26″ ouest  |       |
| Hémicycle mégalithique et tertre tumulaire de Cojoux                                                           | Saint-Just                                    | Ille-et-Vilaine         | Bretagne                   | inscrit    | « PA00090789 », notice no PA00090789 | 47° 45′ 55″ nord, 1° 59′ 23″ ouest  |       |
| Château du Coudray                                                                                             | Luçay-le-Libre                                | Indre                   | Centre-Val de Loire        | inscrit    | « PA00097380 », notice no PA00097380 | 47° 05′ 08″ nord, 1° 54′ 18″ est    |       |
| Manoir de la Foulquetière                                                                                      | Luçay-le-Mâle                                 | Indre                   | Centre-Val de Loire        | inscrit    | « PA00097382 », notice no PA00097382 | 47° 06′ 24″ nord, 1° 24′ 15″ est    |       |
| Motte féodale de Moulins-sur-Céphons                                                                           | Moulins-sur-Céphons                           | Indre                   | Centre-Val de Loire        | classé     | « PA00097406 », notice no PA00097406 | 47° 00′ 37″ nord, 1° 33′ 18″ est    |       |
| Hôtel | Chinon                                        | Indre-et-Loire          | Centre-Val de Loire        | inscrit    | « PA00097682 », notice no PA00097682 | 47° 10′ 02″ nord, 0° 14′ 12″ est    |       |
| Maison à colombages                                                                                            | Luynes                                        | Indre-et-Loire          | Centre-Val de Loire        | classé     | « PA00097849 », notice no PA00097849 | 47° 23′ 07″ nord, 0° 33′ 13″ est    |       |
| Manoir de l'Ortière                                                                                            | Monts                                         | Indre-et-Loire          | Centre-Val de Loire        | inscrit    | « PA00097882 », notice no PA00097882 | 47° 18′ 03″ nord, 0° 37′ 44″ est    |       |
| Château de l'Alba                                                                                              | L'Albenc                                      | Isère                   | Auvergne-Rhône-Alpes       | inscrit    | « PA00117115 », notice no PA00117115 | 45° 13′ 37″ nord, 5° 26′ 32″ est    |       |
| Château d'Estignols                                                                                            | Aurice                                        | Landes                  | Nouvelle-Aquitaine         | inscrit    | « PA00083925 », notice no PA00083925 | 43° 47′ 10″ nord, 0° 35′ 17″ ouest  |       |
| Maison du Rey                                                                                                  | Capbreton                                     | Landes                  | Nouvelle-Aquitaine         | inscrit    | « PA00083934 », notice no PA00083934 | 43° 38′ 25″ nord, 1° 25′ 49″ ouest  |       |
| Mégalithe de Guillay                                                                                           | Larrivière-Saint-Savin                        | Landes                  | Nouvelle-Aquitaine         | classé     | « PA00083963 », notice no PA00083963 | 43° 43′ 41″ nord, 0° 24′ 19″ ouest  |       |
| Voie de Jules César                                                                                            | Beauce la Romaine                             | Loir-et-Cher            | Centre-Val de Loire        | classé     | « PA00098421 », notice no PA00098421 « PA00098476 », notice no PA00098476 « PA00098604 », notice no PA00098604 « PA00098649 », notice no PA00098649 | 47° 57′ 25″ nord, 1° 25′ 39″ est    |       |
| Domaine de la Fosse                                                                                            | Fontaine-les-Coteaux                          | Loir-et-Cher            | Centre-Val de Loire        | nscrit     | « PA00098442 », notice no PA00098442 | 47° 46′ 40″ nord, 0° 50′ 48″ est    |       |
| Polissoirs de Mondétour                                                                                        | Naveil                                        | Loir-et-Cher            | Centre-Val de Loire        | classé     | « PA00098527 », notice no PA00098527 | 47° 46′ 28″ nord, 1° 01′ 21″ est    |       |
| Hôtel de ville, ancien lycée Ronsard                                                                           | Vendôme                                       | Loir-et-Cher            | Centre-Val de Loire        | inscrit    | « PA00098642 », notice no PA00098642 | 47° 47′ 36″ nord, 1° 04′ 01″ est    |       |
| Église Saint-Irénée de Briennon                                                                                | Briennon                                      | Loire                   | Auvergne-Rhône-Alpes       | inscrit    | « PA00117431 », notice no PA00117431 | 46° 08′ 54″ nord, 4° 05′ 16″ est    |       |
| Château de La Chapelle-Villars                                                                                 | La Chapelle-Villars                           | Loire                   | Auvergne-Rhône-Alpes       | inscrit    | « PA00117447 », notice no PA00117447 | 45° 28′ 23″ nord, 4° 42′ 45″ est    |       |
| Église Sainte-Marie de Cherier                                                                                 | Cherier                                       | Loire                   | Auvergne-Rhône-Alpes       | inscrit    | « PA00117466 », notice no PA00117466 | 45° 58′ 46″ nord, 3° 55′ 07″ est    |       |
| Église de la Nativité-de-Notre-Dame de Merle                                                                   | Merle-Leignec                                 | Loire                   | Auvergne-Rhône-Alpes       | inscrit    | « PA00117511 », notice no PA00117511 | 45° 23′ 45″ nord, 4° 01′ 31″ est    |       |
| Croix de Montarcher                                                                                            | Montarcher                                    | Loire                   | Auvergne-Rhône-Alpes       | inscrit    | « PA00117513 », notice no PA00117513 | 45° 27′ 34″ nord, 3° 59′ 45″ est    |       |
| Chapelle Notre-Dame de Néronde                                                                                 | Néronde                                       | Loire                   | Auvergne-Rhône-Alpes       | inscrit    | « PA00117534 », notice no PA00117534 | 45° 50′ 15″ nord, 4° 14′ 25″ est    |       |
| Église Saint-Hilaire de Saint-Hilaire-Cusson-la-Valmitte                                                       | Saint-Hilaire-Cusson-la-Valmitte              | Loire                   | Auvergne-Rhône-Alpes       | inscrit    | « PA00117628 », notice no PA00117628 | 45° 22′ 05″ nord, 4° 02′ 30″ est    |       |
| Chapelle Saint-Catherine de Saint-Marcellin-en-Forez                                                           | Saint-Marcellin-en-Forez                      | Loire                   | Auvergne-Rhône-Alpes       | inscrit    | « PA00117644 », notice no PA00117644 | 45° 29′ 47″ nord, 4° 10′ 00″ est    |       |
| Église Saint-Médard de Saint-Médard-en-Forez                                                                   | Saint-Médard-en-Forez                         | Loire                   | Auvergne-Rhône-Alpes       | inscrit    | « PA00117651 », notice no PA00117651 | 45° 35′ 50″ nord, 4° 21′ 41″ est    |       |
| Église de la Nativité-de-Saint-Jean-Baptiste de La Tourette                                                    | La Tourette                                   | Loire                   | Auvergne-Rhône-Alpes       | inscrit    | « PA00117673 », notice no PA00117673 | 45° 24′ 52″ nord, 4° 05′ 02″ est    |       |
| Menhir de Bissin                                                                                               | Guérande                                      | Loire-Atlantique        | Pays de la Loire           | classé     | « PA00108623 », notice no PA00108623 | 47° 18′ 58″ nord, 2° 23′ 36″ ouest  |       |
| Église Saint-Jouin                                                                                             | Moisdon-la-Rivière                            | Loire-Atlantique        | Pays de la Loire           | inscrit    | « PA00108643 », notice no PA00108643 | 47° 37′ 17″ nord, 1° 22′ 19″ ouest  |       |
| Dolmen de la Joselière                                                                                         | Pornic                                        | Loire-Atlantique        | Pays de la Loire           | classé     | « PA00108774 », notice no PA00108774 | 47° 06′ 08″ nord, 2° 04′ 47″ ouest  |       |
| Menhir de la Pierre Attelée                                                                                    | Saint-Brevin-les-Pins                         | Loire-Atlantique        | Pays de la Loire           | classé     | « PA00108792 », notice no PA00108792 | 47° 11′ 52″ nord, 2° 09′ 10″ ouest  |       |
| Château du Plessis-Mareil                                                                                      | Saint-Viaud                                   | Loire-Atlantique        | Pays de la Loire           | inscrit    | « PA00108823 », notice no PA00108823 | 47° 15′ 59″ nord, 1° 57′ 47″ ouest  |       |
| Château de Cuissy                                                                                              | Lion-en-Sullias                               | Loiret                  | Centre-Val de Loire        | classé     | « PA00098804 », notice no PA00098804 | 47° 43′ 09″ nord, 2° 30′ 37″ est    |       |
| Mas de Lartillou                                                                                               | Espédaillac                                   | Lot                     | Occitanie                  | inscrit    | « PA00095069 », notice no PA00095069 | 44° 36′ 54″ nord, 1° 47′ 18″ est    |       |
| Église Notre-Dame-de-l'Assomption de Fajoles                                                                   | Fajoles                                       | Lot                     | Occitanie                  | inscrit    | « PA00095070 », notice no PA00095070 | 44° 48′ 13″ nord, 1° 23′ 47″ est    |       |
| Hôpital Saint-Jacques                                                                                          | Figeac                                        | Lot                     | Occitanie                  | inscrit    | « PA00095076 », notice no PA00095076 | 44° 36′ 38″ nord, 2° 01′ 45″ est    |       |
| Église Saint-Georges de Floirac                                                                                | Floirac                                       | Lot                     | Occitanie                  | inscrit    | « PA00095086 », notice no PA00095086 | 44° 54′ 54″ nord, 1° 39′ 17″ est    |       |
| Église Saint-Clair de Fontanes                                                                                 | Fontanes                                      | Lot                     | Occitanie                  | inscrit    | « PA00095090 », notice no PA00095090 | 44° 18′ 41″ nord, 1° 29′ 53″ est    |       |
| Dolmen Pech Laglaire n°1                                                                                       | Gréalou                                       | Lot                     | Occitanie                  | classé     | « PA00095105 », notice no PA00095105 | 44° 32′ 05″ nord, 1° 51′ 45″ est    |       |
| Chapelle Saint-Médard-Lagarénie d'Issepts                                                                      | Issepts                                       | Lot                     | Occitanie                  | inscrit    | « PA00095112 », notice no PA00095112 | 44° 41′ 30″ nord, 1° 54′ 20″ est    |       |
| Menhir de Bélinac                                                                                              | Livernon                                      | Lot                     | Occitanie                  | classé     | « PA00095146 », notice no PA00095146 | 44° 38′ 07″ nord, 1° 51′ 32″ est    |       |
| Prieuré de Félines                                                                                             | Prudhomat                                     | Lot                     | Occitanie                  | inscrit    | « PA00095188 », notice no PA00095188 | 44° 54′ 17″ nord, 1° 49′ 51″ est    |       |
| Château de Sainte-Marthe                                                                                       | Sainte-Marthe                                 | Lot-et-Garonne          | Nouvelle-Aquitaine         | inscrit    | « PA00084234 », notice no PA00084234 | 44° 24′ 50″ nord, 0° 09′ 15″ est    |       |
| Voie romaine de Coudouloux                                                                                     | Le Collet-de-Dèze                             | Lozère                  | Occitanie                  | inscrit    | « PA00103817 », notice no PA00103817 | 44° 17′ 30″ nord, 3° 56′ 09″ est    |       |
| Ferme de la Chaze                                                                                              | Les Laubies                                   | Lozère                  | Occitanie                  | inscrit    | « PA00103834 », notice no PA00103834 | 44° 41′ 50″ nord, 3° 28′ 09″ est    |       |
| Hôtel Joubert-Bonnaire, Maison                                                                                 | Angers                                        | Maine-et-Loire          | Pays de la Loire           | inscrit    | « PA00108919 », notice no PA00108919 | 47° 28′ 21″ nord, 0° 32′ 55″ ouest  |       |
| Couvent de frères mineurs, dit des frères sacs                                                                 | Angers                                        | Maine-et-Loire          | Pays de la Loire           | inscrit    | « PA00108874 », notice no PA00108874 | 47° 28′ 36″ nord, 0° 33′ 45″ ouest  |       |
| Hôtel de Flore, Immeuble                                                                                       | Angers                                        | Maine-et-Loire          | Pays de la Loire           | inscrit    | « PA00108902 », notice no PA00108902 | 47° 28′ 20″ nord, 0° 32′ 57″ ouest  |       |
| Hôtel de Flore, Immeuble                                                                                       | Angers                                        | Maine-et-Loire          | Pays de la Loire           | inscrit    | « PA00108901 », notice no PA00108901 | 47° 28′ 20″ nord, 0° 32′ 57″ ouest  |       |
| Manoir Le Grand Rossignol                                                                                      | Segré-en-Anjou Bleu                           | Maine-et-Loire          | Pays de la Loire           | inscrit    | « PA00108951 », notice no PA00108951 | 47° 41′ 50″ nord, 0° 46′ 04″ ouest  |       |
| Église Saint-Vincent de Brissac                                                                                | Brissac Loire Aubance                         | Maine-et-Loire          | Pays de la Loire           | classé     | « PA00108995 », notice no PA00108995 | 47° 21′ 19″ nord, 0° 26′ 57″ ouest  |       |
| Abri sous roche                                                                                                | Chalonnes-sur-Loire                           | Maine-et-Loire          | Pays de la Loire           | classé     | « PA00109007 », notice no PA00109007 | 47° 20′ 32″ nord, 0° 45′ 49″ ouest  |       |
| Moulins à vent de Péronne                                                                                      | Chanteloup-les-Bois                           | Maine-et-Loire          | Pays de la Loire           | inscrit    | « PA00109022 », notice no PA00109022 | 47° 05′ 45″ nord, 0° 40′ 45″ ouest  |       |
| Château des Rues                                                                                               | Chenillé-Champteussé                          | Maine-et-Loire          | Pays de la Loire           | inscrit    | « PA00109048 », notice no PA00109048 | 47° 41′ 44″ nord, 0° 39′ 53″ ouest  |       |
| Moulin à vent de la Pinsonnerie                                                                                | Bellevigne-en-Layon                           | Maine-et-Loire          | Pays de la Loire           | inscrit    | « PA00109101 », notice no PA00109101 | 47° 17′ 11″ nord, 0° 31′ 44″ ouest  |       |
| Ensemble mégalithique de Freigné                                                                               | Freigné                                       | Maine-et-Loire          | Pays de la Loire           | classé     | « PA00109116 », notice no PA00109116 | 47° 33′ 35″ nord, 1° 05′ 21″ ouest  |       |
| Manoir de la Chaperonnière                                                                                     | Beaupréau-en-Mauges                           | Maine-et-Loire          | Pays de la Loire           | inscrit    | « PA00109137 », notice no PA00109137 | 47° 11′ 53″ nord, 0° 55′ 44″ ouest  |       |
| Manoir de la Roche-Thibault                                                                                    | Jarzé Villages                                | Maine-et-Loire          | Pays de la Loire           | inscrit    | « PA00109140 », notice no PA00109140 | 47° 33′ 34″ nord, 0° 16′ 37″ ouest  |       |
| Pont de Bohardy                                                                                                | Montrevault-sur-Èvre                          | Maine-et-Loire          | Pays de la Loire           | classé     | « PA00109210 », notice no PA00109210 | 47° 15′ 50″ nord, 1° 02′ 48″ ouest  |       |
| Moulin à vent de la Tranchée                                                                                   | Montsoreau                                    | Maine-et-Loire          | Pays de la Loire           | inscrit    | « PA00109216 », notice no PA00109216 | 47° 12′ 40″ nord, 0° 03′ 27″ est    |       |
| Pierre au Loup                                                                                                 | Seiches-sur-le-Loir                           | Maine-et-Loire          | Pays de la Loire           | classé     | « PA00109356 », notice no PA00109356 | 47° 34′ 14″ nord, 0° 19′ 00″ ouest  |       |
| Clocher de l'église Saint-Martin                                                                               | Brillevast                                    | Manche                  | Normandie                  | classé     | « PA00110347 », notice no PA00110347 | 49° 37′ 41″ nord, 1° 24′ 50″ ouest  |       |
| Château | Carantilly                                    | Manche                  | Normandie                  | classé     | « PA00110351 », notice no PA00110351 | 49° 03′ 58″ nord, 1° 14′ 34″ ouest  |       |
| Maison du XVIIIe s., 47 rue Holgate                                                                            | Carentan                                      | Manche                  | Normandie                  | inscrit    | « PA00110354 », notice no PA00110354 | 49° 18′ 07″ nord, 1° 14′ 55″ ouest  |       |
| Jardin botanique de la Roche Fauconnière                                                                       | Cherbourg-en-Cotentin (Cherbourg-Octeville)   | Manche                  | Normandie                  | inscrit    | « PA00110368 », notice no PA00110368 | 49° 37′ 25″ nord, 1° 37′ 18″ ouest  |       |
| Vieux château : la cheminée Renaissance au 1er étage                                                           | Coigny                                        | Manche                  | Normandie                  | classé     | « PA00110371 », notice no PA00110371 | 49° 19′ 15″ nord, 1° 23′ 05″ ouest  |       |
| Église Saint-Clément                                                                                           | Flottemanville                                | Manche                  | Normandie                  | inscrit    | « PA00110402 », notice no PA00110402 | 49° 28′ 34″ nord, 1° 26′ 41″ ouest  |       |
| Château de la Chaize                                                                                           | Les Loges-Marchis                             | Manche                  | Normandie                  | inscrit    | « PA00110440 », notice no PA00110440 | 48° 32′ 26″ nord, 1° 03′ 39″ ouest  |       |
| Manoir de Maupertus                                                                                            | Maupertus-sur-Mer                             | Manche                  | Normandie                  | inscrit    | « PA00110450 », notice no PA00110450 | 49° 39′ 31″ nord, 1° 28′ 59″ ouest  |       |
| Ruines du château de Montfort                                                                                  | Remilly-sur-Lozon                             | Manche                  | Normandie                  | inscrit    | « PA00110558 », notice no PA00110558 | 49° 11′ 30″ nord, 1° 16′ 13″ ouest  |       |
| Prieuré des bénédictines de Vinetz                                                                             | Châlons-en-Champagne                          | Marne                   | Grand Est                  | inscrit    | « PA00078615 », notice no PA00078615 | 48° 57′ 36″ nord, 4° 22′ 08″ est    |       |
| Tombeau de la Dame Espagnole                                                                                   | Le Carbet                                     | Martinique              | Martinique                 | inscrit    | « PA00105937 », notice no PA00105937 | 14° 42′ 41″ nord, 61° 10′ 59″ ouest |       |
| Église Saint-Jacques du Carbet                                                                                 | Le Carbet                                     | Martinique              | Martinique                 | classé     | « PA00105936 », notice no PA00105936 | 14° 42′ 42″ nord, 61° 10′ 58″ ouest |       |
| Clocher de l'ancienne église de La Cropte                                                                      | La Cropte                                     | Mayenne                 | Pays de la Loire           | classé     | « PA00109496 », notice no PA00109496 | 47° 57′ 31″ nord, 0° 29′ 39″ ouest  |       |
| Oppidum d'Entrammes                                                                                            | Entrammes                                     | Mayenne                 | Pays de la Loire           | classé     | « PA00109501 », notice no PA00109501 | 47° 59′ 42″ nord, 0° 44′ 03″ ouest  |       |
| Menhir de la Roche                                                                                             | Gorron                                        | Mayenne                 | Pays de la Loire           | classé     | « PA00109510 », notice no PA00109510 | 48° 24′ 26″ nord, 0° 48′ 10″ ouest  |       |
| Menhir du Gué Péan                                                                                             | Izé                                           | Mayenne                 | Pays de la Loire           | classé     | « PA00109513 », notice no PA00109513 | 48° 14′ 53″ nord, 0° 17′ 32″ ouest  |       |
| Château de la Maroutière                                                                                       | Saint-Fort                                    | Mayenne                 | Pays de la Loire           | inscrit    | « PA00109593 », notice no PA00109593 | 47° 48′ 18″ nord, 0° 42′ 06″ ouest  |       |
| Pierre au Diable                                                                                               | Saint-Pierre-des-Nids                         | Mayenne                 | Pays de la Loire           | classé     | « PA00109606 », notice no PA00109606 | 48° 23′ 23″ nord, 0° 08′ 50″ ouest  |       |
| Dolmen des Îles                                                                                                | Voutré                                        | Mayenne                 | Pays de la Loire           | classé     | « PA00109626 », notice no PA00109626 | 48° 06′ 59″ nord, 0° 19′ 31″ ouest  |       |
| Église Saint-Remy de Deneuvre                                                                                  | Deneuvre                                      | Meurthe-et-Moselle      | Grand Est                  | classé     | « PA00106021 », notice no PA00106021 | 48° 26′ 47″ nord, 6° 44′ 06″ est    |       |
| Immeuble | Nancy                                         | Meurthe-et-Moselle      | Grand Est                  | inscrit    | « PA00106133 », notice no PA00106133 | 48° 41′ 53″ nord, 6° 09′ 58″ est    |       |
| Église Saint-Remy d'Onville                                                                                    | Onville                                       | Meurthe-et-Moselle      | Grand Est                  | inscrit    | « PA00106327 », notice no PA00106327 | 49° 01′ 03″ nord, 5° 58′ 18″ est    |       |
| Pont-écluse Saint-Amand                                                                                        | Verdun                                        | Meuse                   | Grand Est                  | classé     | « PA00106666 », notice no PA00106666 | 49° 09′ 27″ nord, 5° 22′ 45″ est    |       |
| Manoir de Vau de Quip                                                                                          | Allaire                                       | Morbihan                | Bretagne                   | inscrit    | « PA00090975 », notice no PA00090975 | 47° 40′ 05″ nord, 2° 10′ 54″ ouest  |       |
| Dolmen de la pointe de Bilgroix                                                                                | Arzon                                         | Morbihan                | Bretagne                   | classé     | « PA00090989 », notice no PA00090989 | 47° 33′ 22″ nord, 2° 54′ 50″ ouest  |       |
| Dolmen du Crapaud                                                                                              | Billiers                                      | Morbihan                | Bretagne                   | classé     | « PA00091047 », notice no PA00091047 | 47° 30′ 55″ nord, 2° 29′ 01″ ouest  |       |
| Fontaine Saint-Colomban                                                                                        | Carnac                                        | Morbihan                | Bretagne                   | classé     | « PA00091104 », notice no PA00091104 | 47° 34′ 25″ nord, 3° 05′ 29″ ouest  |       |
| Manoir de Bodel                                                                                                | Caro                                          | Morbihan                | Bretagne                   | inscrit    | « PA00091143 », notice no PA00091143 | 47° 50′ 36″ nord, 2° 18′ 03″ ouest  |       |
| Dolmen de Nelhouët                                                                                             | Caudan                                        | Morbihan                | Bretagne                   | classé     | « PA00091147 », notice no PA00091147 | 47° 48′ 48″ nord, 3° 22′ 44″ ouest  |       |
| Dolmen de Guidfosse                                                                                            | Plouray                                       | Morbihan                | Bretagne                   | classé     | « PA00091534 », notice no PA00091534 | 48° 08′ 02″ nord, 3° 22′ 40″ ouest  |       |
| Menhir de Goulvarc'h                                                                                           | Quiberon                                      | Morbihan                | Bretagne                   | inscrit    | « PA00091610 », notice no PA00091610 | 47° 28′ 31″ nord, 3° 05′ 51″ ouest  |       |
| Pont sur le Landbach                                                                                           | Dolving                                       | Moselle                 | Grand Est                  | classé     | « PA00106753 », notice no PA00106753 | 48° 46′ 21″ nord, 7° 01′ 00″ est    |       |
| Chapelle des Verreries de Goetzenbruck                                                                         | Goetzenbruck                                  | Moselle                 | Grand Est                  | inscrit    | « PA00106771 », notice no PA00106771 | 48° 58′ 42″ nord, 7° 22′ 46″ est    |       |
| Abbatiale Sainte-Glossinde                                                                                     | Metz                                          | Moselle                 | Grand Est                  | classé     | « PA00106811 », notice no PA00106811 | 49° 06′ 48″ nord, 6° 10′ 25″ est    |       |
| Maison natale de Paul Verlaine                                                                                 | Metz                                          | Moselle                 | Grand Est                  | inscrit    | « PA00106872 », notice no PA00106872 | 49° 07′ 02″ nord, 6° 10′ 17″ est    |       |
| Château de Villemolin                                                                                          | Anthien                                       | Nièvre                  | Bourgogne-Franche-Comté    | inscrit    | « PA00112791 », notice no PA00112791 | 47° 17′ 14″ nord, 3° 43′ 11″ est    |       |
| Couvent des Pères de Picpus                                                                                    | Moulins-Engilbert                             | Nièvre                  | Bourgogne-Franche-Comté    | inscrit    | « PA00112924 », notice no PA00112924 | 46° 59′ 04″ nord, 3° 48′ 37″ est    |       |
| Maison de la Dune                                                                                              | Bray-Dunes                                    | Nord                    | Hauts-de-France            | classé     | « PA00107388 », notice no PA00107388 | 51° 05′ 14″ nord, 2° 32′ 42″ est    |       |
| Ancien château                                                                                                 | Busigny                                       | Nord                    | Hauts-de-France            | inscrit    | « PA00107392 », notice no PA00107392 | 50° 01′ 56″ nord, 3° 28′ 10″ est    |       |
| Église Saint-Wasnon                                                                                            | Condé-sur-l'Escaut                            | Nord                    | Hauts-de-France            | classé     | « PA00107438 », notice no PA00107438 | 50° 26′ 58″ nord, 3° 35′ 33″ est    |       |
| Motte féodale                                                                                                  | Fretin                                        | Nord                    | Hauts-de-France            | inscrit    | « PA00107536 », notice no PA00107536 | 50° 33′ 20″ nord, 3° 08′ 24″ est    |       |
| Motte féodale                                                                                                  | Haussy                                        | Nord                    | Hauts-de-France            | classé     | « PA00107548 », notice no PA00107548 | 50° 13′ 00″ nord, 3° 28′ 56″ est    |       |
| Hôtel de Lamissart                                                                                             | Lille                                         | Nord                    | Hauts-de-France            | inscrit    | « PA00107601 », notice no PA00107601 | 50° 38′ 43″ nord, 3° 03′ 15″ est    |       |
| Maison | Lille                                         | Nord                    | Hauts-de-France            | inscrit    | « PA00107674 », notice no PA00107674 | 50° 38′ 20″ nord, 3° 03′ 42″ est    |       |
| Manoir dit Le Blauwhuys                                                                                        | Quaëdypre                                     | Nord                    | Hauts-de-France            | inscrit    | « PA00107777 », notice no PA00107777 | 50° 56′ 44″ nord, 2° 26′ 11″ est    |       |
| Usine Motte-Bossut                                                                                             | Roubaix                                       | Nord                    | Hauts-de-France            | inscrit    | « PA00107791 », notice no PA00107791 | 50° 41′ 23″ nord, 3° 10′ 42″ est    |       |
| Motte castrale de Somain                                                                                       | Somain                                        | Nord                    | Hauts-de-France            | inscrit    | « PA00107824 », notice no PA00107824 | 50° 21′ 35″ nord, 3° 15′ 30″ est    |       |
| Motte féodale dite Motte Quiquempoix                                                                           | Villeneuve-d'Ascq                             | Nord                    | Hauts-de-France            | classé     | « PA00107882 », notice no PA00107882 | 50° 38′ 05″ nord, 3° 08′ 51″ est    |       |
| Motte féodale                                                                                                  | Zuytpeene                                     | Nord                    | Hauts-de-France            | inscrit    | « PA00107899 », notice no PA00107899 | 50° 47′ 50″ nord, 2° 25′ 28″ est    |       |
| Motte féodale                                                                                                  | Zuytpeene                                     | Nord                    | Hauts-de-France            | inscrit    | « PA00107898 », notice no PA00107898 | 50° 48′ 17″ nord, 2° 25′ 36″ est    |       |
| Église Saint-Rémy de Barbery                                                                                   | Barbery                                       | Oise                    | Hauts-de-France            | inscrit    | « PA00114495 », notice no PA00114495 | 49° 13′ 18″ nord, 2° 40′ 00″ est    |       |
| Château de Beaurepaire                                                                                         | Beaurepaire                                   | Oise                    | Hauts-de-France            | inscrit    | « PA00114498 », notice no PA00114498 | 49° 17′ 53″ nord, 2° 33′ 54″ est    |       |
| Église Notre-Dame-de-l'Assomption de Courcelles-lès-Gisors                                                     | Courcelles-lès-Gisors                         | Oise                    | Hauts-de-France            | inscrit    | « PA00114646 », notice no PA00114646 | 49° 15′ 31″ nord, 1° 44′ 26″ est    |       |
| Maison | Crépy-en-Valois                               | Oise                    | Hauts-de-France            | inscrit    | « PA00114660 », notice no PA00114660 | 49° 14′ 14″ nord, 2° 53′ 12″ est    |       |
| Hôtel d'Orléans                                                                                                | Crépy-en-Valois                               | Oise                    | Hauts-de-France            | inscrit    | « PA00114663 », notice no PA00114663 | 49° 14′ 10″ nord, 2° 53′ 14″ est    |       |
| Église Saint-Jacques-Saint-Gilles de Fleurines                                                                 | Fleurines                                     | Oise                    | Hauts-de-France            | inscrit    | « PA00114688 », notice no PA00114688 | 49° 15′ 34″ nord, 2° 35′ 03″ est    |       |
| Hôtel des Trois-Morts                                                                                          | Senlis                                        | Oise                    | Hauts-de-France            | inscrit    | « PA00114903 », notice no PA00114903 | 49° 12′ 21″ nord, 2° 35′ 02″ est    |       |
| Basilique Notre-Dame de Montligeon                                                                             | La Chapelle-Montligeon                        | Orne                    | Normandie                  | inscrit    | « PA00110773 », notice no PA00110773 | 48° 29′ 00″ nord, 0° 39′ 20″ est    |       |
| Église Notre-Dame-de-l'Assomption de La Ferté-Macé                                                             | La Ferté-Macé                                 | Orne                    | Normandie                  | classé     | « PA00110806 », notice no PA00110806 | 48° 35′ 23″ nord, 0° 21′ 23″ ouest  |       |
| Église Notre-Dame-de-la-Salette de Malétable                                                                   | Malétable                                     | Orne                    | Normandie                  | inscrit    | « PA00110844 », notice no PA00110844 | 48° 33′ 57″ nord, 0° 41′ 56″ est    |       |
| Château de Marchainville                                                                                       | Marchainville                                 | Orne                    | Normandie                  | inscrit    | « PA00110846 », notice no PA00110846 | 48° 35′ 04″ nord, 0° 48′ 45″ est    |       |
| Église Saint-Cyr-et-Sainte-Julitte de Saint-Cyr-la-Rosière                                                     | Saint-Cyr-la-Rosière                          | Orne                    | Normandie                  | classé     | « PA00110916 », notice no PA00110916 | 48° 19′ 49″ nord, 0° 38′ 28″ est    |       |
| Manoir de Chanceaux                                                                                            | Saint-Jouin-de-Blavou                         | Orne                    | Normandie                  | classé     | « PA00110927 », notice no PA00110927 | 48° 26′ 47″ nord, 0° 30′ 12″ est    |       |
| Château de Saint-Sauveur                                                                                       | Sainte-Honorine-la-Chardonne                  | Orne                    | Normandie                  | classé     | « PA00110925 », notice no PA00110925 | 48° 49′ 58″ nord, 0° 27′ 37″ ouest  |       |
| Église Sainte-Marguerite                                                                                       | Sainte-Marguerite-de-Carrouges                | Orne                    | Normandie                  | inscrit    | « PA00110929 », notice no PA00110929 | 48° 35′ 03″ nord, 0° 09′ 14″ ouest  |       |
| Prison royale de Tinchebray                                                                                    | Tinchebray                                    | Orne                    | Normandie                  | inscrit    | « PA00110959 », notice no PA00110959 | 48° 45′ 52″ nord, 0° 43′ 45″ ouest  |       |
| Manoir de Bellegarde                                                                                           | Tourouvre                                     | Orne                    | Normandie                  | inscrit    | « PA00110962 », notice no PA00110962 | 48° 34′ 46″ nord, 0° 40′ 21″ est    |       |
| Château de Villebadin                                                                                          | Villebadin                                    | Orne                    | Normandie                  | inscrit    | « PA00110966 », notice no PA00110966 | 48° 46′ 58″ nord, 0° 09′ 34″ est    |       |
| Église Saint-Ambroise                                                                                          | 11e arrondissement de Paris                   | Paris                   | Île-de-France              | inscrit    | « PA00086533 », notice no PA00086533 | 48° 51′ 40″ nord, 2° 22′ 32″ est    |       |
| Édicule Guimard de la station de métro Nation                                                                  | 12e arrondissement de Paris                   | Paris                   | Île-de-France              | inscrit    | « PA00086579 », notice no PA00086579 | 48° 50′ 53″ nord, 2° 23′ 42″ est    |       |
| Château de Bagatelle                                                                                           | 16e arrondissement de Paris                   | Paris                   | Île-de-France              | classé     | « PA00086708 », notice no PA00086708 | 48° 52′ 18″ nord, 2° 14′ 50″ est    |       |
| Hôtel d'Almeyras                                                                                               | 3e arrondissement de Paris                    | Paris                   | Île-de-France              | classé     | « PA00086117 », notice no PA00086117 | 48° 51′ 29″ nord, 2° 21′ 36″ est    |       |
| Immeubles sur cour                                                                                             | 4e arrondissement de Paris                    | Paris                   | Île-de-France              | classé     | « PA00086343 », notice no PA00086343 | 48° 51′ 20″ nord, 2° 21′ 23″ est    |       |
| Lycée Henri-IV                                                                                                 | 5e arrondissement de Paris                    | Paris                   | Île-de-France              | inscrit    | « PA00088391 », notice no PA00088391 | 48° 50′ 46″ nord, 2° 20′ 51″ est    |       |
| Théâtre du Vieux-Colombier                                                                                     | 6e arrondissement de Paris                    | Paris                   | Île-de-France              | inscrit    | « PA00088665 », notice no PA00088665 | 48° 51′ 06″ nord, 2° 19′ 49″ est    |       |
| Gare d'Orsay (actuel musée d'Orsay)                                                                            | 7e arrondissement de Paris                    | Paris                   | Île-de-France              | classé     | « PA00088689 », notice no PA00088689 | 48° 51′ 35″ nord, 2° 19′ 36″ est    |       |
| Musée Jacquemart-André                                                                                         | 8e arrondissement de Paris                    | Paris                   | Île-de-France              | classé     | « PA00088874 », notice no PA00088874 | 48° 52′ 32″ nord, 2° 18′ 38″ est    |       |
| Motte féodale de Parenty                                                                                       | Parenty                                       | Pas-de-Calais           | Hauts-de-France            | inscrit    | « PA00108373 », notice no PA00108373 | 50° 35′ 18″ nord, 1° 48′ 29″ est    |       |
| Château d'Audisque                                                                                             | Saint-Étienne-au-Mont                         | Pas-de-Calais           | Hauts-de-France            | nscrit     | « PA00108393 », notice no PA00108393 | 50° 40′ 42″ nord, 1° 37′ 45″ est    |       |
| Château du Denacre                                                                                             | Saint-Martin-Boulogne                         | Pas-de-Calais           | Hauts-de-France            | inscrit    | « PA00108398 », notice no PA00108398 | 50° 44′ 31″ nord, 1° 38′ 17″ est    |       |
| Château du Denacre                                                                                             | Wimille                                       | Pas-de-Calais           | Hauts-de-France            | inscrit    | « PA00108447 », notice no PA00108447 | 50° 44′ 42″ nord, 1° 38′ 15″ est    |       |
| Dolmen de Loubaresse                                                                                           | Le Broc                                       | Puy-de-Dôme             | Auvergne-Rhône-Alpes       | classé     | « PA00091925 », notice no PA00091925 | 45° 30′ 54″ nord, 3° 15′ 35″ est    |       |
| Maison de la Chasse                                                                                            | Clermont-Ferrand                              | Puy-de-Dôme             | Auvergne-Rhône-Alpes       | inscrit    | « PA00091986 », notice no PA00091986 | 45° 46′ 51″ nord, 3° 04′ 37″ est    |       |
| Château d'Échandelys                                                                                           | Échandelys                                    | Puy-de-Dôme             | Auvergne-Rhône-Alpes       | inscrit    | « PA00092114 », notice no PA00092114 | 45° 32′ 34″ nord, 3° 31′ 51″ est    |       |
| Église Notre-Dame-de-Septembre de Montpensier                                                                  | Montpensier                                   | Puy-de-Dôme             | Auvergne-Rhône-Alpes       | inscrit    | « PA00092206 », notice no PA00092206 | 46° 01′ 59″ nord, 3° 13′ 28″ est    |       |
| Croix de Targnat                                                                                               | Saint-Beauzire                                | Puy-de-Dôme             | Auvergne-Rhône-Alpes       | classé     | « PA00092342 », notice no PA00092342 | 45° 52′ 18″ nord, 3° 11′ 21″ est    |       |
| Église Saint-Jean-Baptiste de Saint-Jean-Saint-Gervais                                                         | Saint-Jean-Saint-Gervais                      | Puy-de-Dôme             | Auvergne-Rhône-Alpes       | inscrit    | « PA00092367 », notice no PA00092367 | 45° 24′ 52″ nord, 3° 22′ 28″ est    |       |
| Colombiers de Saint-Saturnin                                                                                   | Saint-Saturnin                                | Puy-de-Dôme             | Auvergne-Rhône-Alpes       | inscrit    | « PA00092389 », notice no PA00092389 |                                     |       |
| Château de la Poivrière                                                                                        | Saint-Sylvestre-Pragoulin                     | Puy-de-Dôme             | Auvergne-Rhône-Alpes       | inscrit    | « PA00092399 », notice no PA00092399 | 46° 03′ 17″ nord, 3° 26′ 20″ est    |       |
| Église Saint-Jean-Baptiste de Mouguerre                                                                        | Mouguerre                                     | Pyrénées-Atlantiques    | Nouvelle-Aquitaine         | inscrit    | « PA00084458 », notice no PA00084458 | 43° 28′ 01″ nord, 1° 24′ 56″ ouest  |       |
| Muséum d'histoire naturelle de La Réunion                                                                      | Saint-Denis                                   | La Réunion              | La Réunion                 | classé     | « PA00105817 », notice no PA00105817 | 20° 53′ 15″ sud, 55° 27′ 06″ est    |       |
| Église Saint-Blaise de Bagnols                                                                                 | Bagnols                                       | Rhône                   | Auvergne-Rhône-Alpes       | inscrit    | « PA00117717 », notice no PA00117717 | 45° 55′ 04″ nord, 4° 36′ 27″ est    |       |
| Maison à pans de bois de Beaujeu                                                                               | Beaujeu                                       | Rhône                   | Auvergne-Rhône-Alpes       | inscrit    | « PA00117719 », notice no PA00117719 | 46° 09′ 18″ nord, 4° 35′ 13″ est    |       |
| Église Saint-Blaise de Brindas                                                                                 | Brindas                                       | Rhône                   | Auvergne-Rhône-Alpes       | inscrit    | « PA00117727 », notice no PA00117727 | 45° 43′ 12″ nord, 4° 41′ 39″ est    |       |
| Couvent des Dames de Sainte-Elisabeth (actuel Conservatoire national supérieur de musique et de danse de Lyon) | 9e arrondissement de Lyon                     | Rhône                   | Auvergne-Rhône-Alpes       | inscrit    | « PA00117791 », notice no PA00117791 | 45° 46′ 09″ nord, 4° 48′ 45″ est    |       |
| Maison | 5e arrondissement de Lyon                     | Rhône                   | Auvergne-Rhône-Alpes       | inscrit    | « PA00117912 », notice no PA00117912 | 45° 45′ 54″ nord, 4° 49′ 39″ est    |       |
| Église Saint-Pierre de Montanay                                                                                | Montanay                                      | Rhône                   | Auvergne-Rhône-Alpes       | classé     | « PA00118000 », notice no PA00118000 | 45° 52′ 53″ nord, 4° 51′ 51″ est    |       |
| Manoir de Morancé                                                                                              | Morancé                                       | Rhône                   | Auvergne-Rhône-Alpes       | inscrit    | « PA00118003 », notice no PA00118003 | 45° 53′ 51″ nord, 4° 41′ 56″ est    |       |
| École Saint-Thomas-d'Aquin                                                                                     | Oullins                                       | Rhône                   | Auvergne-Rhône-Alpes       | inscrit    | « PA00118010 », notice no PA00118010 | 45° 42′ 41″ nord, 4° 48′ 30″ est    |       |
| Château de la Pierre                                                                                           | Régnié-Durette                                | Rhône                   | Auvergne-Rhône-Alpes       | inscrit    | « PA00118020 », notice no PA00118020 | 46° 07′ 44″ nord, 4° 38′ 15″ est    |       |
| Institution Robin                                                                                              | Sainte-Colombe                                | Rhône                   | Auvergne-Rhône-Alpes       | inscrit    | « PA00118025 », notice no PA00118025 | 45° 31′ 38″ nord, 4° 52′ 11″ est    |       |
| Prieuré de Ternay                                                                                              | Ternay                                        | Rhône                   | Auvergne-Rhône-Alpes       | inscrit    | « PA00118077 », notice no PA00118077 | 45° 36′ 31″ nord, 4° 48′ 35″ est    |       |
| Château du Vignault                                                                                            | Bourbon-Lancy                                 | Saône-et-Loire          | Bourgogne-Franche-Comté    | inscrit    | « PA00113124 », notice no PA00113124 | 46° 36′ 02″ nord, 3° 45′ 45″ est    |       |
| Manoir de Champmarin                                                                                           | Aubigné-Racan                                 | Sarthe                  | Pays de la Loire           | inscrit    | « PA00109666 », notice no PA00109666 | 47° 41′ 41″ nord, 0° 16′ 50″ est    |       |
| Église Saint-Pierre d'Auvers-le-Hamon                                                                          | Auvers-le-Hamon                               | Sarthe                  | Pays de la Loire           | inscrit    | « PA00109669 », notice no PA00109669 | 47° 54′ 10″ nord, 0° 21′ 02″ ouest  |       |
| Maison de Malicorne                                                                                            | Crosmières                                    | Sarthe                  | Pays de la Loire           | inscrit    | « PA00109732 », notice no PA00109732 | 47° 44′ 47″ nord, 0° 09′ 05″ ouest  |       |
| Prieuré de Luché-Pringé                                                                                        | Luché-Pringé                                  | Sarthe                  | Pays de la Loire           | inscrit    | « PA00109787 », notice no PA00109787 | 47° 42′ 10″ nord, 0° 04′ 30″ est    |       |
| Calvaire de Parcé-sur-Sarthe                                                                                   | Parcé-sur-Sarthe                              | Sarthe                  | Pays de la Loire           | inscrit    | « PA00109897 », notice no PA00109897 | 47° 50′ 23″ nord, 0° 11′ 52″ ouest  |       |
| Chapelle des Étrichets                                                                                         | Saint-Saturnin                                | Sarthe                  | Pays de la Loire           | inscrit    | « PA00109960 », notice no PA00109960 | 48° 03′ 27″ nord, 0° 11′ 19″ est    |       |
| Château de Vernie                                                                                              | Vernie                                        | Sarthe                  | Pays de la Loire           | classé     | « PA00109985 », notice no PA00109985 | 48° 11′ 07″ nord, 0° 00′ 05″ est    |       |
| Rocher et grotte des Balmes                                                                                    | Sollières-Sardières                           | Savoie                  | Auvergne-Rhône-Alpes       | classé     | « PA00118308 », notice no PA00118308 | 45° 15′ 53″ nord, 6° 48′ 56″ est    |       |
| Église Notre-Dame-de-l'Assomption de Conches-sur-Gondoire                                                      | Conches-sur-Gondoire                          | Seine-et-Marne          | Île-de-France              | lassé M    | « PA00086898 », notice no PA00086898 | 48° 51′ 22″ nord, 2° 43′ 00″ est    |       |
| Hôtel Marquelet de la Noue                                                                                     | Meaux                                         | Seine-et-Marne          | Île-de-France              | inscrit    | « PA00087090 », notice no PA00087090 | 48° 57′ 35″ nord, 2° 52′ 38″ est    |       |
| Église Saint-Germain de Montceaux-lès-Provins                                                                  | Montceaux-lès-Provins                         | Seine-et-Marne          | Île-de-France              | classé     | « PA00087114 », notice no PA00087114 | 48° 41′ 42″ nord, 3° 26′ 12″ est    |       |
| Château de La Rochette                                                                                         | La Rochette                                   | Seine-et-Marne          | Île-de-France              | inscrit    | « PA00087257 », notice no PA00087257 | 48° 30′ 44″ nord, 2° 40′ 04″ est    |       |
| Ferme du Colombier                                                                                             | Bois-Guillaume                                | Seine-Maritime          | Normandie                  | inscrit    | « PA00100563 », notice no PA00100563 | 49° 27′ 45″ nord, 1° 06′ 43″ est    |       |
| Château de Crasville-la-Rocquefort                                                                             | Crasville-la-Rocquefort                       | Seine-Maritime          | Normandie                  | inscrit    | « PA00100608 », notice no PA00100608 | 49° 48′ 14″ nord, 0° 52′ 27″ est    |       |
| Immeuble | Fécamp                                        | Seine-Maritime          | Normandie                  | inscrit    | « PA00100661 », notice no PA00100661 | 49° 45′ 20″ nord, 0° 23′ 08″ est    |       |
| Église Saint-Denis d'Hodeng                                                                                    | Hodeng-Hodenger                               | Seine-Maritime          | Normandie                  | classé     | « PA00100722 », notice no PA00100722 | 49° 31′ 51″ nord, 1° 34′ 07″ est    |       |
| Hôtel de Miromesnil                                                                                            | Rouen                                         | Seine-Maritime          | Normandie                  | classé     | « PA00100848 », notice no PA00100848 | 49° 26′ 40″ nord, 1° 05′ 52″ est    |       |
| Église Saint-Germain                                                                                           | Pantin                                        | Seine-Saint-Denis       | Île-de-France              | classé     | « PA00079943 », notice no PA00079943 | 48° 53′ 33″ nord, 2° 24′ 47″ est    |       |
| Musée d'Art et d'Histoire Paul-Éluard                                                                          | Saint-Denis                                   | Seine-Saint-Denis       | Île-de-France              | classé     | « PA00079953 », notice no PA00079953 | 48° 55′ 56″ nord, 2° 21′ 23″ est    |       |
| Citadelle | Amiens                                        | Somme                   | Hauts-de-France            | nscrit     | « PA00116049 », notice no PA00116049 | 49° 54′ 22″ nord, 2° 17′ 55″ est    |       |
| Maison | Amiens                                        | Somme                   | Hauts-de-France            | inscrit    | « PA00116070 », notice no PA00116070 | 49° 53′ 39″ nord, 2° 18′ 06″ est    |       |
| Citadelle de Doullens                                                                                          | Doullens                                      | Somme                   | Hauts-de-France            | inscrit    | « PA00116137 », notice no PA00116137 | 50° 09′ 06″ nord, 2° 20′ 06″ est    |       |
| Château de Cantepau                                                                                            | Albi                                          | Tarn                    | Occitanie                  | inscrit    | « PA00095454 », notice no PA00095454 | 43° 56′ 41″ nord, 2° 09′ 44″ est    |       |
| Chartreuse de Saïx                                                                                             | Castres                                       | Tarn                    | Occitanie                  | inscrit    | « PA00095504 », notice no PA00095504 | 43° 35′ 29″ nord, 2° 11′ 00″ est    |       |
| Église Saint-Jean-Baptiste des Farguettes                                                                      | Crespinet                                     | Tarn                    | Occitanie                  | inscrit    | « PA00095550 », notice no PA00095550 | 43° 56′ 51″ nord, 2° 18′ 33″ est    |       |
| Église des Infournats                                                                                          | Jouqueviel                                    | Tarn                    | Occitanie                  | inscrit    | « PA00095569 », notice no PA00095569 | 44° 11′ 34″ nord, 2° 06′ 29″ est    |       |
| Château du Gua                                                                                                 | Lescout                                       | Tarn                    | Occitanie                  | inscrit    | « PA00095589 », notice no PA00095589 | 43° 32′ 10″ nord, 2° 06′ 04″ est    |       |
| Église Saint-Denis de Loubers                                                                                  | Loubers                                       | Tarn                    | Occitanie                  | inscrit    | « PA00095595 », notice no PA00095595 | 44° 02′ 36″ nord, 1° 53′ 41″ est    |       |
| Tour de l'Horloge                                                                                              | Auvillar                                      | Tarn-et-Garonne         | Occitanie                  | inscrit    | « PA00095703 », notice no PA00095703 | 44° 04′ 10″ nord, 0° 53′ 58″ est    |       |
| Immeuble | Beaumont-de-Lomagne                           | Tarn-et-Garonne         | Occitanie                  | inscrit    | « PA00095707 », notice no PA00095707 | 43° 52′ 59″ nord, 0° 59′ 27″ est    |       |
| Église Saint-Pierre d'Ax                                                                                       | Boudou                                        | Tarn-et-Garonne         | Occitanie                  | inscrit    | « PA00095709 », notice no PA00095709 | 44° 06′ 55″ nord, 0° 59′ 50″ est    |       |
| Maison | Lauzerte                                      | Tarn-et-Garonne         | Occitanie                  | inscrit    | « PA00095777 », notice no PA00095777 | 44° 15′ 24″ nord, 1° 08′ 17″ est    |       |
| Maison dorée                                                                                                   | Montauban                                     | Tarn-et-Garonne         | Occitanie                  | inscrit    | « PA00095832 », notice no PA00095832 | 44° 01′ 15″ nord, 1° 21′ 20″ est    |       |
| Église Saint-Julien de Pilou                                                                                   | Montpezat-de-Quercy                           | Tarn-et-Garonne         | Occitanie                  | inscrit    | « PA00095840 », notice no PA00095840 | 44° 15′ 42″ nord, 1° 30′ 12″ est    |       |
| Manoir de la Borde des Prés                                                                                    | Montpezat-de-Quercy                           | Tarn-et-Garonne         | Occitanie                  | inscrit    | « PA00095842 », notice no PA00095842 | 44° 16′ 18″ nord, 1° 28′ 13″ est    |       |
| Église de Teysseroles                                                                                          | Parisot                                       | Tarn-et-Garonne         | Occitanie                  | inscrit    | « PA00095849 », notice no PA00095849 | 44° 15′ 20″ nord, 1° 50′ 20″ est    |       |
| Caserne des Anglais                                                                                            | Saint-Antonin-Noble-Val                       | Tarn-et-Garonne         | Occitanie                  | inscrit    | « PA00095866 », notice no PA00095866 | 44° 09′ 06″ nord, 1° 45′ 22″ est    |       |
| Château de Richard Cœur de Lion                                                                                | Saint-Nicolas-de-la-Grave                     | Tarn-et-Garonne         | Occitanie                  | inscrit    | « PA00095882 », notice no PA00095882 | 44° 03′ 52″ nord, 1° 01′ 25″ est    |       |
| Église du Moutet                                                                                               | Saint-Nicolas-de-la-Grave                     | Tarn-et-Garonne         | Occitanie                  | inscrit    | « PA00095883 », notice no PA00095883 | 44° 02′ 57″ nord, 1° 00′ 58″ est    |       |
| Église Saint-Clair de Saint-Porquier                                                                           | Saint-Porquier                                | Tarn-et-Garonne         | Occitanie                  | inscrit    | « PA00095886 », notice no PA00095886 | 44° 00′ 16″ nord, 1° 10′ 40″ est    |       |
| Église Saint-Vincent de Saint-Vincent-Lespinasse                                                               | Saint-Vincent-Lespinasse                      | Tarn-et-Garonne         | Occitanie                  | inscrit    | « PA00095889 », notice no PA00095889 | 44° 07′ 05″ nord, 0° 57′ 14″ est    |       |
| Maison de la Vigerie                                                                                           | Varen                                         | Tarn-et-Garonne         | Occitanie                  | inscrit    | « PA00095900 », notice no PA00095900 | 44° 09′ 56″ nord, 1° 54′ 51″ est    |       |
| Église Saint-Julien de Vazerac                                                                                 | Vazerac                                       | Tarn-et-Garonne         | Occitanie                  | inscrit    | « PA00095902 », notice no PA00095902 | 44° 11′ 25″ nord, 1° 17′ 08″ est    |       |
| Pigeonnier de Bellerive                                                                                        | Villemade                                     | Tarn-et-Garonne         | Occitanie                  | inscrit    | « PA00095906 », notice no PA00095906 | 44° 05′ 21″ nord, 1° 16′ 15″ est    |       |
| Colombier d'Haravilliers                                                                                       | Haravilliers                                  | Val-d'Oise              | Île-de-France              | inscrit    | « PA00080086 », notice no PA00080086 | 49° 10′ 25″ nord, 2° 03′ 24″ est    |       |
| Puits gallo-romain de Villiers-le-Bel                                                                          | Villiers-le-Bel                               | Val-d'Oise              | Île-de-France              | classé     | « PA00080237 », notice no PA00080237 | 49° 00′ 29″ nord, 2° 23′ 25″ est    |       |
| Immeuble | Choisy-le-Roi                                 | Val-de-Marne            | Île-de-France              | classé     | « PA00079869 », notice no PA00079869 | 48° 45′ 58″ nord, 2° 24′ 26″ est    |       |
| Château du Prieuré                                                                                             | Marolles-en-Brie                              | Val-de-Marne            | Île-de-France              | inscrit    | « PA00079891 », notice no PA00079891 | 48° 43′ 56″ nord, 2° 33′ 06″ est    |       |
| Château des Marmousets                                                                                         | La Queue-en-Brie                              | Val-de-Marne            | Île-de-France              | inscrit    | « PA00079898 », notice no PA00079898 | 48° 46′ 02″ nord, 2° 35′ 16″ est    |       |
| Moulins de Régusse                                                                                             | Régusse                                       | Var                     | Provence-Alpes-Côte d'Azur | inscrit    | « PA00081697 », notice no PA00081697 | 43° 39′ 13″ nord, 6° 07′ 56″ est    |       |
| Chapelle Saint-Romain de Seillans                                                                              | Seillans                                      | Var                     | Provence-Alpes-Côte d'Azur | inscrit    | « PA00081733 », notice no PA00081733 | 43° 41′ 47″ nord, 6° 34′ 58″ est    |       |
| Oppidum du Castellas                                                                                           | Solliès-Toucas                                | Var                     | Provence-Alpes-Côte d'Azur | inscrit    | « PA00081743 », notice no PA00081743 | 43° 13′ 00″ nord, 6° 02′ 01″ est    |       |
| Arcades romaines                                                                                               | Avignon                                       | Vaucluse                | Provence-Alpes-Côte d'Azur | classé     | « PA00081812 », notice no PA00081812 | 43° 56′ 59″ nord, 4° 48′ 27″ est    |       |
| Vestiges antiques                                                                                              | Avignon                                       | Vaucluse                | Provence-Alpes-Côte d'Azur | classé     | « PA00081946 », notice no PA00081946 | 43° 56′ 57″ nord, 4° 48′ 17″ est    |       |
| Hôtel d'Alauzier de Bollène                                                                                    | Bollène                                       | Vaucluse                | Provence-Alpes-Côte d'Azur | classé     | « PA00081974 », notice no PA00081974 | 44° 16′ 48″ nord, 4° 44′ 49″ est    |       |
| Hôtel Poupardin de Carpentras dit Maison du Prélat                                                             | Carpentras                                    | Vaucluse                | Provence-Alpes-Côte d'Azur | inscrit    | « PA00082007 », notice no PA00082007 | 44° 03′ 20″ nord, 5° 02′ 56″ est    |       |
| Vialle de Grillon                                                                                              | Grillon                                       | Vaucluse                | Provence-Alpes-Côte d'Azur | inscrit    | « PA00082047 », notice no PA00082047 | 44° 23′ 40″ nord, 4° 55′ 44″ est    |       |
| Château de Lagnes                                                                                              | Lagnes                                        | Vaucluse                | Provence-Alpes-Côte d'Azur | inscrit    | « PA00082058 », notice no PA00082058 | 43° 53′ 38″ nord, 5° 06′ 54″ est    |       |
| Château de Javon                                                                                               | Lioux                                         | Vaucluse                | Provence-Alpes-Côte d'Azur | inscrit    | « PA00082063 », notice no PA00082063 | 43° 59′ 50″ nord, 5° 20′ 27″ est    |       |
| Immeuble | Mazan                                         | Vaucluse                | Provence-Alpes-Côte d'Azur | inscrit    | « PA00082074 », notice no PA00082074 | 44° 03′ 25″ nord, 5° 07′ 40″ est    |       |
| Chapelle Saint-Roch                                                                                            | Pernes-les-Fontaines                          | Vaucluse                | Provence-Alpes-Côte d'Azur | inscrit    | « PA00082111 », notice no PA00082111 | 44° 00′ 56″ nord, 5° 05′ 19″ est    |       |
| Église Saint-Étienne de Sérignan-du-Comtat                                                                     | Sérignan-du-Comtat                            | Vaucluse                | Provence-Alpes-Côte d'Azur | classé     | « PA00082165 », notice no PA00082165 | 44° 11′ 20″ nord, 4° 50′ 42″ est    |       |
| Immeuble | Valréas                                       | Vaucluse                | Provence-Alpes-Côte d'Azur | inscrit    | « PA00082197 », notice no PA00082197 | 44° 23′ 00″ nord, 4° 59′ 21″ est    |       |
| Château de la Guignardière                                                                                     | Avrillé                                       | Vendée                  | Pays de la Loire           | classé     | « PA00110021 », notice no PA00110021 | 46° 28′ 29″ nord, 1° 30′ 33″ ouest  |       |
| Dolmen de la Cour du Breuil                                                                                    | Le Bernard                                    | Vendée                  | Pays de la Loire           | classé     | « PA00110040 », notice no PA00110040 | 46° 25′ 59″ nord, 1° 27′ 12″ ouest  |       |
| Château de Terre-Neuve                                                                                         | Fontenay-le-Comte                             | Vendée                  | Pays de la Loire           | classé     | « PA00110097 », notice no PA00110097 | 46° 27′ 46″ nord, 0° 48′ 53″ ouest  |       |
| Église Saint-Hilaire de Mouilleron-en-Pareds                                                                   | Mouilleron-Saint-Germain                      | Vendée                  | Pays de la Loire           | inscrit    | « PA00110174 », notice no PA00110174 | 46° 40′ 34″ nord, 0° 50′ 54″ ouest  |       |
| Château de la Cantaudière                                                                                      | Moutiers-les-Mauxfaits                        | Vendée                  | Pays de la Loire           | classé     | « PA00110176 », notice no PA00110176 | 46° 29′ 22″ nord, 1° 26′ 12″ ouest  |       |
| Dolmens de Briande                                                                                             | Arçay                                         | Vienne                  | Nouvelle-Aquitaine         | inscrit    | « PA00105333 », notice no PA00105333 | 46° 57′ 01″ nord, 0° 01′ 03″ est    |       |
| Pierre Soupèze                                                                                                 | Montmorillon                                  | Vienne                  | Nouvelle-Aquitaine         | classé     | « PA00105544 », notice no PA00105544 | 46° 23′ 35″ nord, 0° 57′ 22″ est    |       |
| Abbaye de Saint-Savin-sur-Gartempe                                                                             | Saint-Savin                                   | Vienne                  | Nouvelle-Aquitaine         | classé     | « PA00105711 », notice no PA00105711 | 46° 33′ 50″ nord, 0° 51′ 57″ est    |       |
| Scierie de la Hallière                                                                                         | Celles-sur-Plaine                             | Vosges                  | Grand Est                  | classé     | « PA00107099 », notice no PA00107099 | 48° 28′ 40″ nord, 6° 58′ 49″ est    |       |
| Chapelle-ermitage Sainte-Anne                                                                                  | Aillant-sur-Tholon                            | Yonne                   | Bourgogne-Franche-Comté    | inscrit    | « PA00113566 », notice no PA00113566 | 47° 52′ 15″ nord, 3° 20′ 16″ est    |       |
| Château de La Celle                                                                                            | La Celle-Saint-Cloud                          | Yvelines                | Île-de-France              | classé     | « PA00087393 », notice no PA00087393 | 48° 51′ 08″ nord, 2° 08′ 26″ est    |       |
| Église Saint-Nicolas de Meulan                                                                                 | Meulan-en-Yvelines                            | Yvelines                | Île-de-France              | classé     | « PA00087538 », notice no PA00087538 | 49° 00′ 22″ nord, 1° 54′ 29″ est    |       |
| Église Notre-Dame-de-la-Crèche-et-Saint-Gorgon de Craches                                                      | Prunay-en-Yvelines                            | Yvelines                | Île-de-France              | inscrit    | « PA00087578 », notice no PA00087578 | 48° 33′ 25″ nord, 1° 48′ 41″ est    |       |
| Écuries de la reine                                                                                            | Versailles                                    | Yvelines                | Île-de-France              | classé     | « PA00087686 », notice no PA00087686 | 48° 48′ 24″ nord, 2° 07′ 35″ est    |       |